# FOMA

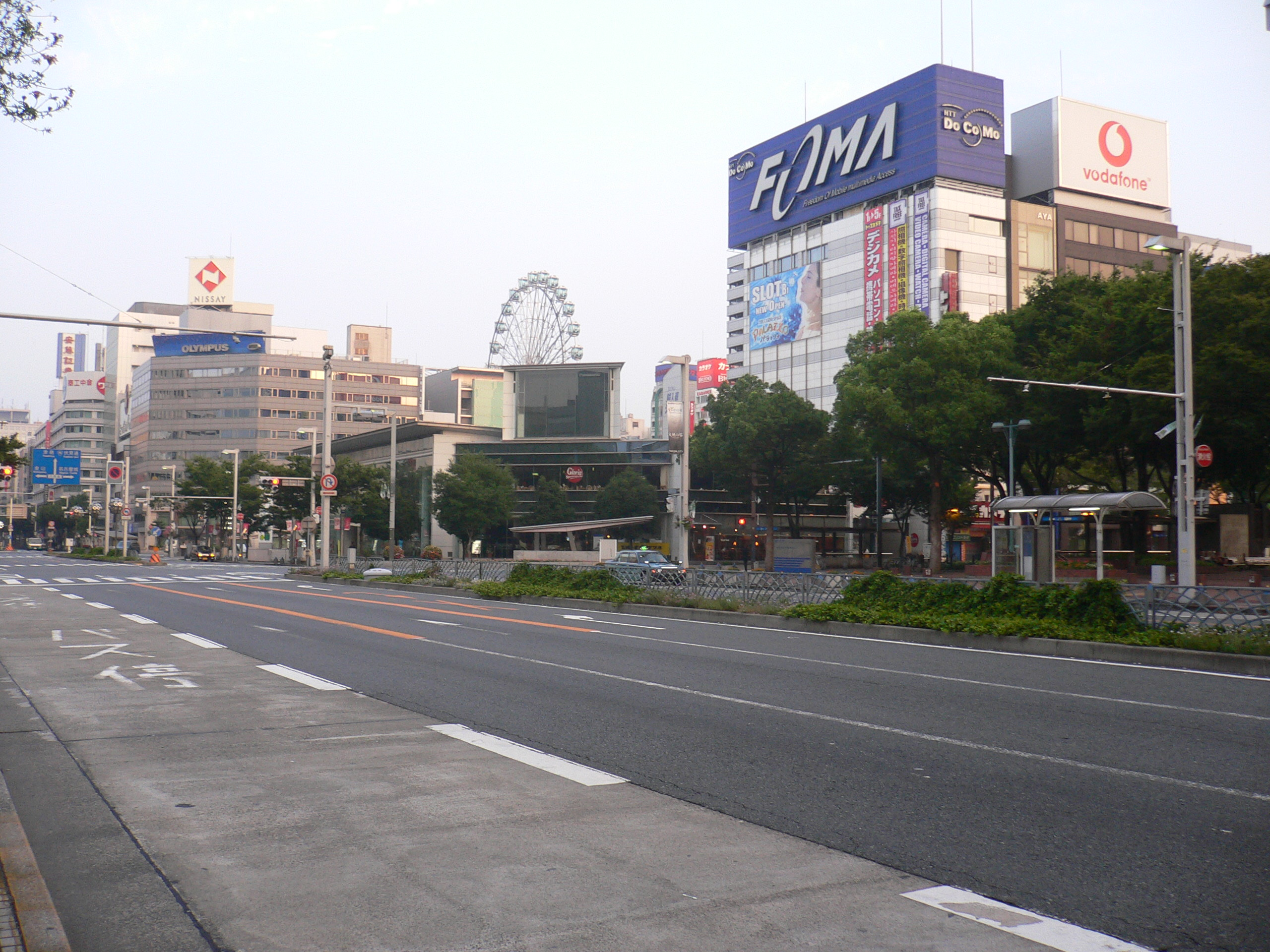
ドコモ東海が設置した「FOMAネオン」

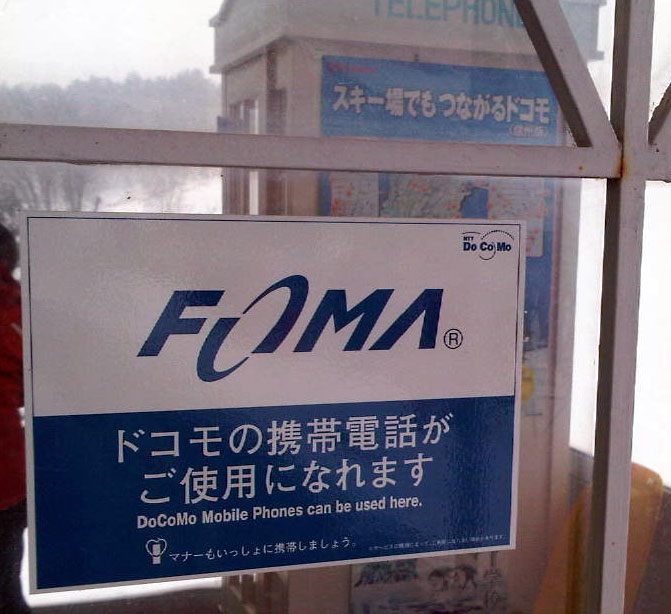
スキー場でのFOMAエリア案内

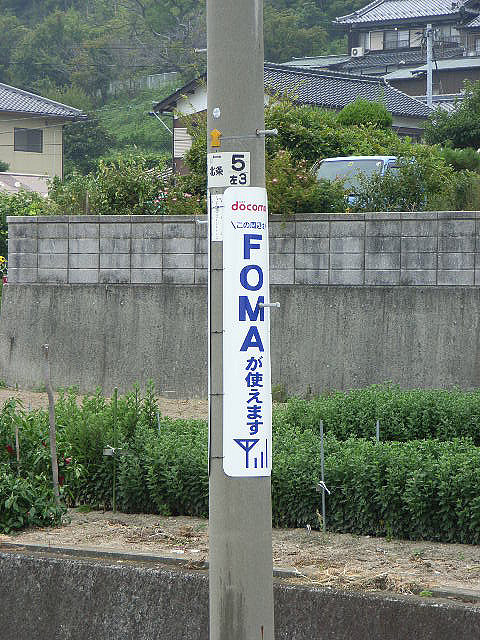
電柱に取り付けられたFOMAエリア案内

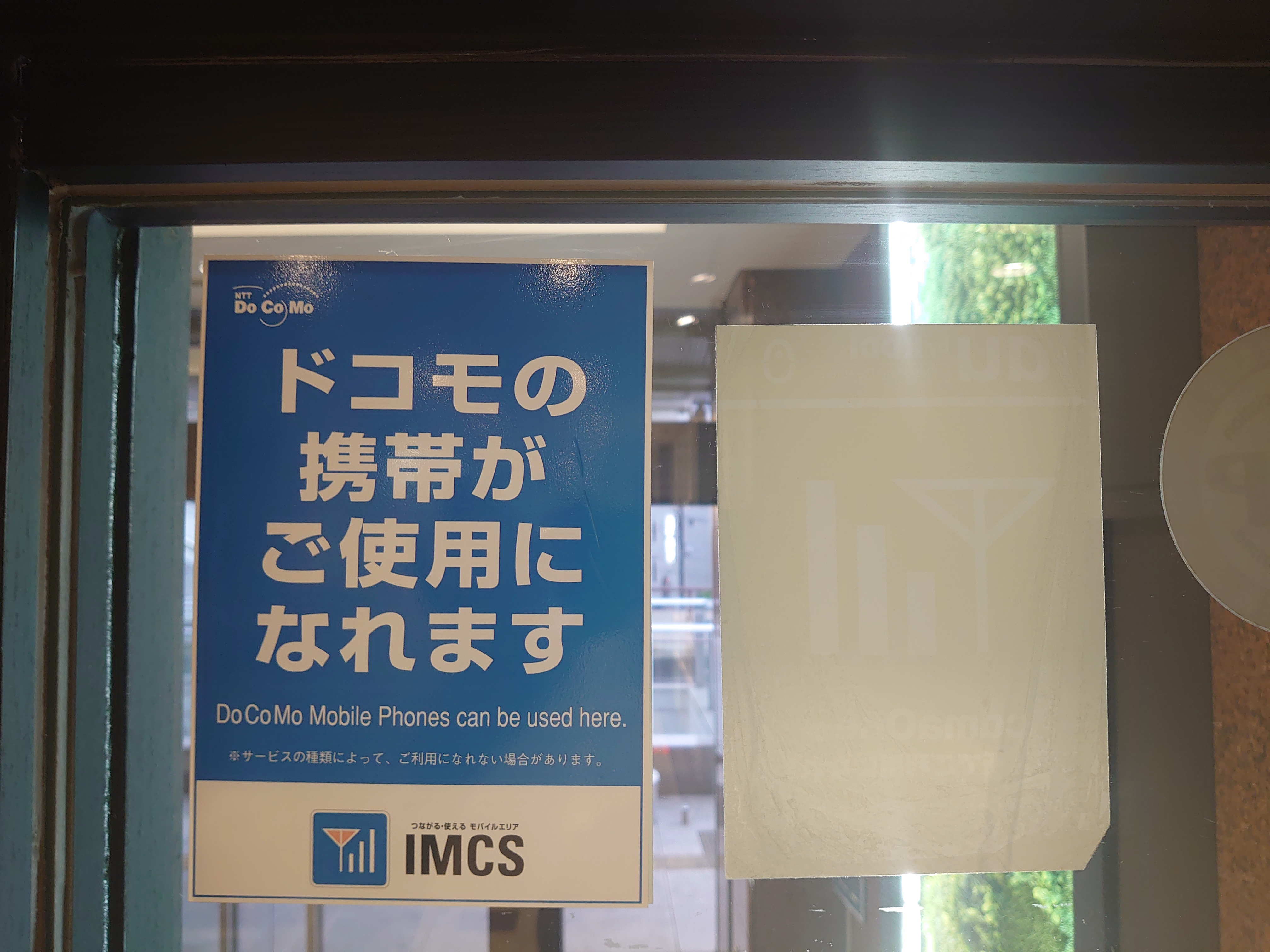
IMCSによる屋内サービスエリア案内

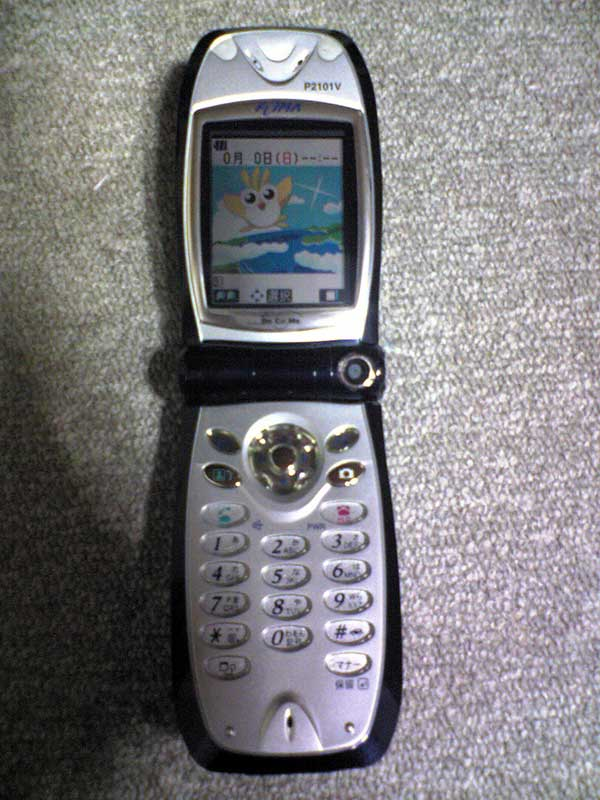
FOMA第1号TV電話、P2101V

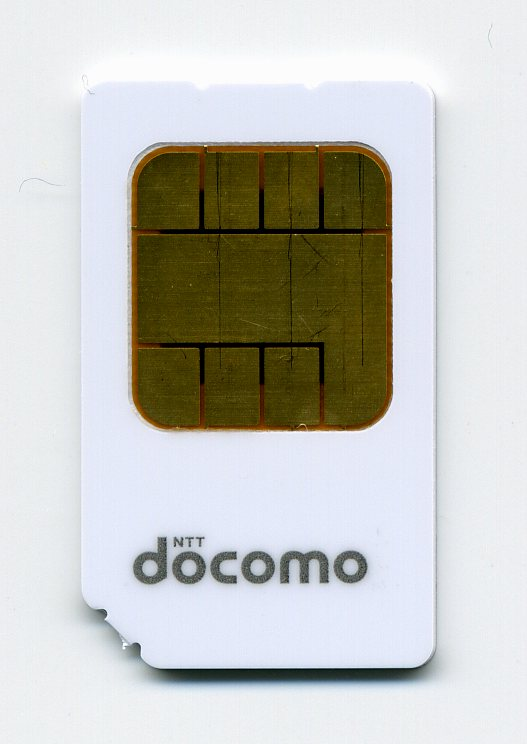
FOMA用ドコモUIMカード（FOMAカード）

FOMA（フォーマ、英語: Freedom Of Mobile multimedia Access〈「マルチメディアへの移動体のアクセスの自由」の略称〉）は、NTTドコモが提供するIMT-2000（W-CDMA）サービスである。

## 実用化・普及までの経緯
NTTドコモは、旧社名であった「NTT移動通信網」時代の1994年頃から、IS-95（cdmaOne）とは異なる方式として、大容量通信が可能な次世代携帯電話の技術研究開発に着手する。
1995年12月には、当時の郵政省から無線局免許状を得て、千葉県船橋市でW-CDMA技術を用いた2Mbpsでの伝送に成功した。1996年からは、IMT-2000X（2GHz周波数帯を利用し、2001年頃のサービスインを目標とした新移動通信規格の意）策定と実用化に向けての開発が、エリクソン・松下通信工業（現：パナソニック モバイルコミュニケーションズ）・富士通・NEC・三菱電機・東芝など複数の移動体設備機器関連メーカーや郵政省等公的機関と共同で進められ、1998年には大容量通信を活かしたテレビ電話機能などを搭載したモックアップ機がビジネスショーなどに登場した。
しかし、モノクロ液晶のmova（501iシリーズ）でiモードサービスが開始された時期に、高速通信や動画再生などの演算処理が行える高度な半導体が求められ、生産技術が未だ追いつかない状況だった。それでも1999年から既存のmovaによるiモードの成功や携帯電話端末の価格低下に伴う購入容易化から爆発的に回線数が増加し周波数帯が逼迫してきた状況から、「IMT-2000」計画による、2001年の実用化が求められた。
韓国勢など世界各国の関係企業・団体で構成された3GPPでのW-CDMA仕様決定前に、ドコモが自社と日欧パートナー企業で開発を推したDS-CDMA(IMT-DS)形式で次世代移動通信サービスの開始へ準備を進めた。3GPPが遅れて策定した、後に「UMTS」や「3G」の名称で世界的に普及するRelease99形式と互換性がなかった。結局J-フォン（VGS）をはじめとして、その後にW-CDMA（UMTS）を採用したキャリアは、さらに新しいRelease4（別称：Release2000）を使用していたため、PDC方式に続き、世界で孤立した。

### サービス開始へ
2000年11月にはこの次世代移動体通信サービスの名称を「FOMA」に決定し、2001年5月よりおおむね国道16号線内側の東京都内・横浜市・川崎市をサービスエリアとして商用実用化することを発表した。しかし、サービススタートを急いだ余り、サービスエリアや携帯電話端末・交換機といった設備を検証する必要性から、2001年4月にドコモ(中央)インターネット公式サイトを中心に、サービスエリア内で端末を使える個人・法人モニターを4500人募集し、5月1日よりモニター試験の形でサービス運用を開始した。モニター端末は10月のサービス開始時に市販化されるN2001かP2101V、データ通信カード型のF2401が貸与された。そして同年10月1日に世界で初めて第3世代携帯電話の正式サービスを開始した。
宇多田ヒカルの新曲「traveling」を起用した宣伝活動を9月末より大々的に展開し、サービスが開始されたが、当初発売されたFOMA音声端末のN2001とP2101Vは、503iと同程度の機能＋高速データ通信（P2101Vは内蔵カメラによる写真メールやテレビ電話）といった程度にもかかわらず、同時期に発売された503isシリーズと比べて厚みと重みがあり、一回り以上大きいサイズである上、連続待ち受け時間が公称55時間（新幹線などで遠距離を高速移動をするとハンドオーバの位置情報通知により2時間程度で消耗する）と極端に短かった。このため初期のシリーズは電池パックが2個付属していた。
サービスエリアについては、2GHzの周波数帯を使用するW-CDMA（DS-CDMA）の通信方式が未熟で、端末が前世代のmovaとのデュアル方式でなかったために、1995年に登場した初期のPHS並に「つながらない・圏外になる・切れる」などの不満が頻発した時期もあった。周波数の特性上、サービスエリア内でもアンテナが設置されていない地下街やトンネル・ビルの高層階などではほとんど圏外であった。このFOMA開始時の反省から後継サービスのXiの端末は、前世代のFOMAとのデュアル方式となりエリア問題に対処した（Xiエリア外ではデータ通信速度は低下するものの音声通話はほぼ全国で可能とした）。
コンテンツ関連ではmovaのiモードメニューと互換性が無く、40 - 60%程度のメニューサイトが未対応であった。これらの要素から一般市場に受け入れられなかったとされる。しかし、2001年11月にはサービスインから出遅れた形ではあるもののiモーションがスタートし、2004年に第2世代携帯電話からの乗換を狙って積極的に展開する900iシリーズが登場するまでは、FOMAは最先端の携帯電話であることを感じさせる製品群が揃っていた。

### ドコモの主流はFOMAへ
2002年3月から着々とサービスエリアの拡大を続け、2004年2月にmovaよりソフト面で高性能となった900iシリーズが登場。2005年の901i/700iシリーズからはmovaと類似した型番ルールになり、movaからFOMAへの移行も進み始めた。
2004年に登場したiモードFelica（おサイフケータイ）のサービス開始当初は、P506iC、SH506iC、SO506iCがリリースされ、F900iC等と並行して展開された。901iシリーズではSH901iC、N901iC、F901iC、P901iTVのみであったが、901iS以降の機種では標準装備されるようになる。また7xxiシリーズにも装備されるようになり、iモードFelicaの対象機種台数増加に拍車をかけた。
W-CDMA方式の特徴である海外ローミングへの対応は、FOMAのDS-CDMA形式から世界規格となっていたUMTS（Release99準拠）へアップデートを行わなければいけない問題があったが、2004年度に行われた大規模なFOMA基地局の改修工事によって急速にそれらが行われ、2005年6月にGSMやW-CDMAの国際的な相互接続認証団体のGlobal Certification Forum（GCF）の認定業者となることができた。これにより、ドコモの契約で海外渡航先でローミング利用が可能なWORLD WINGサービスが大幅に拡充した。なお、Release99という規格自体は、その後のRelease4などのバージョンとも互換性が取れるものであり、これによりローミングの受け入れ体制に関する問題は解決された。
2006年6月18日には契約数比率が50%を超え、2009年5月末時点では90%を超えている。2009年6月11日には契約数が5,000万件に達し

、NTTドコモの主流サービスとなった。movaは契約者数がFOMAの5分の1に満たないレベルまで減少したことから、2008年11月いっぱいで新規申し込みを終了することが同年8月に発表され、併せてmovaからFOMAへの変更事務手数料が廃止された。
また、2008年11月5日の発表で、端末のラインナップを一新。番号で種類を区別する方法を止め、明確なコンセプトシリーズを4つ打ち出した。
型番は音声端末、データ通信端末の区別なく、メーカー記号+年度内の販売順+年度（秋冬モデルを基準に変更）で表された。

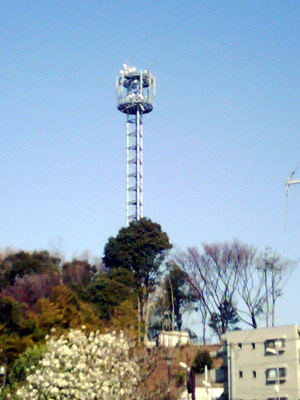
FOMA基地局

### Xiへの世代交代
2010年7月29日には、FOMAに替わる第3.9世代のLTEサービス『Xi（クロッシィ）』が発表され、同年12月よりデータ通信サービス開始。
2011年の冬モデルからXiに対応したスマートフォンが投入開始。FOMAは今後エントリーモデルやフィーチャーフォンを中心としたラインナップとなる。同時にフィーチャーフォンは従来の4シリーズ構成からdocomo STYLE seriesに集約された。2013年夏モデル（N-01EとP-01Eの新色）からは「docomo STYLE series」から「ドコモ ケータイ」に名称が変更された(同時にNEXTやwithなどのスマートフォンも「ドコモスマートフォン」へと集約された)。
2011年12月末のFOMA契約数は約5796万契約でピークとなり、2012年1月以降減少している。また、テレビのアナログ放送終了に代表される周波数帯再編に併せ、FOMAが従前使っていた帯域の一部が段階的にXi用に転換されるなどしており、FOMAは徐々に“繋がりにくく”なっている。今後新規に割り当てられる周波数帯域については、全てがXi用に使用される方針であり、FOMAは2026年3月31日のサービス終了 に向け「音声通話」主体にシフトしつつある。

## 沿革

### サービス
- 2001年5月 - 試験サービス開始。
- 2001年10月 - 正式サービス開始。
- 2003年6月 - 50万契約を超える。
- 2003年10月 - 100万契約を超える。
- 2003年11月 - ドコモ中央（東京都・神奈川県・千葉県・埼玉県・茨城県・栃木県・群馬県・山梨県・長野県・新潟県）で人口カバー率99%となる。
- 2004年1月 - 200万契約を超える。
- 2004年3月 - 300万契約を超える。全国で人口カバー率99%となる。
- 2004年5月 - パケットパック値下げ。400万ユーザーを超える。
- 2004年6月 - 定額コース「パケ・ホーダイ」開始。
- 2004年7月 - 500万契約を超える。
- 2005年2月 - 1000万契約を超える。
- 2005年6月 - FOMAプラスエリア開始。
- 2005年8月 - 1500万契約を超える。
- 2005年11月 - FOMAおよびmovaサービス共通の新基本料金プラン導入。
- 2005年12月 - 2000万契約を超える。
- 2006年3月 - 「パケ・ホーダイ」が全ての新料金プランで使えるようになる。
- 2006年6月 - ユーザー数がmovaを上回る。
- 2006年8月 - HSDPAサービス「FOMAハイスピード」開始。
- 2006年9月 - FOMAデータプラン価格改定&LL導入。
- 2006年10月 - ドコモケータイdatalink提供開始
- 2006年11月 - 3000万契約を超える。
- 2007年3月 - 定額コース「パケ・ホーダイフル」開始。発売。沖縄県南大東村・北大東村をカバーし、全国人口カバー率100%となる。3500万ユーザーを超える。FOMAサービス契約数が、携帯電話・自動車電話サービス契約数全体の3分の2を超える。
- 2007年4月 - 定額コース「Biz・ホーダイ」開始。
- 2007年5月 - 2in1、直感ゲーム、定額コース「うた・ホーダイ」サービス開始。
- 2007年9月 - 4000万契約を超える。
- 2007年10月 - 定額制データ通信「定額データプランHIGH-SPEED」、「定額データプラン64K」サービス開始。
- 2007年11月 - 905iシリーズの発売に合わせて、料金体系を改定（バリューコース・ベーシックコースを導入）。
- 2008年4月 - FOMAハイスピードを受信時最大7.2Mbpsに向上。
- 2008年10月 - パケット料金体系を改定し、一部を除いて「パケ・ホーダイダブル」に移行。
- 2008年12月 - FOMAハイスピードエリアの人口カバー率が100%となる
- 2009年6月 - 5000万契約を超える。
- 2009年6月26日 - FOMAハイスピードを送信時最大5.7Mbpsに向上。
- 2009年7月1日 - お便りフォトサービス用の新プラン、定額ユビキタスプラン開始
- 2009年12月1日 - メール使いホーダイ（タイプシンプル・タイプシンプルバリュー開始）
- 2011年6月13日 - FOMAハイスピードを受信時最大14Mbpsに向上。
- 2011年12月 - FOMAサービス約5796万契約のピークに達し、2012年1月以降減少が始まる。
- 2012年8月1日 - らくらくスマートフォン(F-12D)用の新プラン、らくらくパケホーダイ開始
- 2014年4月10日 - FOMA および Xi サービス共通の新料金プラン「カケホーダイ&パケあえる」を発表[3]。
- 2019年9月30日 - FOMA音声プラン・iモードの新規受付を終了[4]。
- 2019年10月29日 - 「FOMA」および「iモード」のサービス終了予定を発表。
- 2026年3月31日（予定） - サービス終了、停波。

### 端末
- 2001年10月 - N2001、P2101V、P2401発売。
- 2001年11月 - N2002発売。
- 2002年3月 - D2101V発売。
- 2002年4月 - F2611発売。
- 2002年6月 - P2002発売。
- 2002年7月 - SH2101V発売。
- 2002年9月 - T2101V発売。
- 2003年1月 - F2051、N2051発売。
- 2003年3月 - P2102V発売。
- 2003年6月 - N2701発売。
- 2003年7月 - F2102V、N2102V発売。
- 2003年9月 - F2402発売。
- 2003年11月 - P2402発売。
- 2004年2月 - F900i、N900i、P900i発売。
- 2004年3月 - SH900i発売。
- 2004年6月 - D900i、F900iT、N900iS、P900iV発売。
- 2004年8月 - F900iC発売。おサイフケータイ初対応FOMA
- 2004年9月 - FOMAらくらくホン（F880iES）発売。
- 2004年11月 - 企業向けにPASSAGE DUPLE等モバイルセントレックス対応機種N900iL発売。
- 2004年12月 - F901iC、N900iG（国際ローミング（World Wing）初対応FOMA）、SH901iC発売。
- 2005年1月 - N901iC発売。
- 2005年2月 - D901i、P901i、F700i、SH700i発売。
- 2005年3月 - N700i、P700i発売。
- 2005年6月 - D901iS、F901iS、N901iS、P901iS、SH901iS発売。
- 2005年7月 - F700iS、SH700iS、M1000発売。
- 2005年8月 - DOLCE（SH851i）、FOMAらくらくホンII（F881iES）発売。
- 2005年9月 - D701i、N701i発売。
- 2005年10月 - SA700iS、P701iD発売。
- 2005年11月 - D902i、F902i、N902i、prosolid II（P851i）発売。
- 2005年12月 - P902i、SH902i、Music Porter II（D701iWM）、らくらくホンシンプル（D880SS）発売。
- 2006年2月 - F702iD、N702iD、P702i、SH702iD発売。
- 2006年3月 - N701iECO、D702i、キッズケータイ（SA800i）、NM850iG、P901iTV、SO902i発売。
- 2006年4月 - SIMPURE N（N600i）、SIMPURE L（L600i）、MUSIC PORTER X（D851iWM）発売。
- 2006年5月 - SO702i、SH902iS発売。
- 2006年6月 - D902iS、F902iS、N902iS、P902iS、SO902iWP+発売。
- 2006年7月 - DOLCE SL(SH902iSL)、SH702iS、SA702i発売。
- 2006年8月 - P702iD、N702iS発売。FOMAハイスピード」対応N902iX HIGH-SPEED発売。
- 2006年9月 - FOMAらくらくホンIII（F882iES）、D702iF、M2501 HIGH-SPEED発売。
- 2006年10月 - SH903i発売。
- 2006年11月 - P903i、D903i、F903i 、N903i、SIMPURE L1、SO903i発売。
- 2006年12月 - SIMPURE N1(N601i)、M702iS、M702iG発売。
- 2007年1月 - N703iD発売。
- 2007年2月 - P703i、F703i、D703i、P703iμ、SH703i、D800iDS、N902iL、D903iTV、F903iX HIGH-SPEED、N703iμ、SO703i、P903iTV、SH903iTV発売。
- 2007年3月 - F903iBSC発売。
- 2007年4月 - M702iS DOLCE&GABBANA、らくらくホンベーシック(F883i)、P903iX HIGH-SPEED発売。
- 2007年5月 - N904i、SH904i発売。
- 2007年6月 - F904i、D904i、P904i、SO903iTV、SIMPURE L2(L602i)発売。
- 2007年7月 - SO704i、F704i、N704iμ、SH704i、P704iμ発売。
- 2007年8月 - らくらくホンIV(F883iES)、D704i、P704i発売。
- 2007年10月 - A2502 HIGH-SPEED、L704i発売。
- 2007年11月 - D905i、F905i、N905i、N905iμ、P905i、SH905i、SO905i発売。
- 2007年12月 - N905iBiz発売。
- 2008年1月 - SH905iTV、P705i、D705i、D705iμ発売。
- 2008年2月 - N705i、SO905iCS、SH705i、N705iμ、P705iμ、F905iBiz、L705i発売。
- 2008年3月 - P905iTV、PROSOLID μ、NM705i、L705iX、F1100、N2502 HIGH-SPEED発売。
- 2008年4月 - SH705iII、らくらくホンプレミアム(F884i)、らくらくホンIVS(F883iESS)発売。
- 2008年5月 - らくらくホンベーシックS(F883iS)発売。
- 2008年6月 - P906i、PRADA Phone by LG(L852i)、SH906i、F906i、N906iμ、N906i、F706i、N906iL、SH906iTV、HT1100発売、OP2502 HIGH-SPEED発売中止決定。
- 2008年7月 - N706i、SO706i、SH706i、P706iμ発売。
- 2008年8月 - P706ie、N706ie、SH706ie、L706ie、らくらくホンV(F884iES)、NM706i、N706iII発売、BlackBerry8707hの一般向け販売開始。
- 2008年9月 - SH706iw発売。数字3桁の型番としては最後に発売された端末。
- 2008年11月 - これまで90x(上位)/70x(普及)/60x(下位)/8xx(特殊)の4つに分かれていた端末区分をauのCDMA 1X WIN同様に一本化し、コンセプトシリーズで区別する方法に改めることを発表。これ以降の品番は 「X-00x」（開発社のアルファベット、発売番号、年度を表すアルファベットの順）と表記される。F-01A、P-01A、SH-01A、N-03A、N-01A、N-02A、HT-01A発売。
- 2008年12月 - F-02A、L-02A、SH-03A、HT-02A、P-03A、SH-02A、L-01A発売、Nokia E71発売中止決定。
- 2009年1月 - N-04A、F-03A、P-02A、F-06A発売。
- 2009年2月 - F-05A、F-04A、P-04A、SH-04A、BlackBerry Bold、P-05A発売。
- 2009年3月 - L-03A、N-05A、P-06A発売。
- 2009年4月 - らくらくホンベーシックII(F-07A)発売。
- 2009年5月 - N-06A、P-07A発売。
- 2009年6月 - N-08A、F-09A、SH-05A、SH-06A、F-08A、P-10A、N-09A、P-09A、T-01A、SH-07A、P-08A、L-05A、UM02-KO発売。
- 2009年7月 - お便りフォトパネル(フォトパネル01)、HT-03A、N-07A、UM02-F、SH-06A NERV発売。
- 2009年8月 - らくらくホン6(F-10A)発売。
- 2009年9月 - L-06A、SH-08A、L-04A発売。
- 2009年11月 - L-07A、SH-01B、F-01B、F-02B、P-01B、SH-02B発売。
- 2009年12月 - F-03B、SH-04B、N-02B、N-01B、L-02B、フォトパネル02発売。
- 2010年1月 - N-03B発売。
- 2010年2月 - SH-05B、P-03B、SH-03B、P-02B、SC-01B発売。
- 2010年3月 - L-03B、L-01B、F-04B発売。
- 2010年4月 - Xperia(SO-01B)、SH-06B発売。
- 2010年5月 - F-07B、P-04B、N-04B、F-05B、SH-07B発売。
- 2010年6月 - N-05B、N-06B、SH-08B、F-06B、N-07B、F-08B、dynapocket(T-01B)、P-05B、Portable Wi-Fi(DWR-PG)、L-04B発売。
- 2010年7月 - SH-02B marimekko、P-06B、LYNX(SH-10B)、らくらくホン7(F-09B)、SH-09B、BlackBerry Bold 9700発売。
- 2010年8月 - N-08B、F-10B発売。
- 2010年9月 - P-07B、BF-01B、UM01-HW発売。
- 2010年10月 - GALAXY S(SC-02B)発売。
- 2010年11月 - N-01C、P-02C、P-01C、N-02C、SH-01C、F-01C、SH-02C、GALAXY Tab(SC-01C)、F-02C、F-03C、HW-01C発売。
- 2010年12月 - BlackBerry Curve 9300、LYNX 3D(SH-03C)、SH-04C、P-03C、REGZA Phone(T-01C)、L-01C、フォトパネル03発売。
- 2011年1月 - N-03C、F-04C、SH-07C、SH-05C、L-03C発売。
- 2011年2月 - SH-06C、F-05C発売。
- 2011年3月 - Optimus chat(L-04C)、SH-09C、MEDIAS(N-04C)、Xperia arc(SO-01C)、TOUCH WOOD(SH-08C)、Optimus Pad(L-06C)発売。
- 2011年4月 - らくらくホンベーシック3(F-08C)発売。
- 2011年5月 - AQUOS PHONE(SH-12C)、SH-10C、SH-11C、L-08C発売。
- 2011年6月 - F-10C、Optimus bright(L-07C)、GALAXY S II(SC-02C)、MEDIAS WP(N-06C)、F-09C、N-05C、P-04C、BlackBerry Bold 9780、F-11C発売。
- 2011年7月 - Xperia acro(SO-02C)、P-05C、CA-01C、Windows 7 ケータイ(F-07C)、P-06C発売。
- 2011年8月 - L-10C、AQUOS PHONE f(SH-13C)、F-12C、P-07C、Xperia ray(SO-03C)発売。
- 2011年9月 - キッズケータイ(HW-02C)発売。
- 2011年10月 - Xperia PLAY(SO-01D)、Sony Tablet S、Sony Tablet P発売。
- 2011年11月 - P-01D、F-02D、REGZA Phone(T-01D)、ARROWS Kiss(F-03D)発売。
- 2011年12月 - AQUOS PHONE(SH-01D)、GALAXY NEXUS(SC-04D)、AQUOS PHONE slider(SH-02D)、P-03D、N-03D、MEDIAS PP(N-01D)、GALAXY Tab 7.0 Plus(SC-02D)、SH-03D、N-02D、LUMIX Phone(P-02D)発売開。
- 2012年1月 - F-04D、F-06D、F-06D Girls'、ARROWS μ(F-07D)、F-03D Girls'、PRADA Phone by LG(L-02D)発売。
- 2012年2月 - SH-05D、Q-pot.Phone(SH-04D)、Disney Mobile on docomo F-08D、Xperia NX(SO-02D)発売。
- 2012年3月 - MEDIAS ES(N-05D)、フォトパネル04、Xperia acro HD(SO-03D)、Disney Mobile on docomo P-05D、AQUOS PHONE(SH-06D)、P-04D、BlackBerry Bold 9900発売。
- 2012年6月 - AQUOS PHONE st(SH-07D)、F-09D ANTEPRIMA、AQUOS PHONE NERV(SH-06D)発売。
- 2012年7月 - ELUGA V(P-06D)発売。
- 2012年8月 - らくらくスマートフォン(F-12D)、ARROWS Me(F-11D)発売。
- 2012年9月 - ELUGA Live(P-08D)、キッズケータイ(HW-01D)発売。
- 2012年11月 - P-01E、N-01E、F-01E発売。
- 2012年12月 - SH-03E、フォトパネル05 Powered by REGZA発売。
- 2013年10月 - P-01F発売。
- 2013年11月 - N-01F発売。
- 2013年12月 - フォトパネル06 Powered by REGZA発売。
- 2014年5月 - F-07F発売。
- 2014年6月 - SH-07F発売。
- 2014年9月 - らくらくホン8 (F-08F)発売。
- 2014年10月 - らくらくホン ベーシック4 F-01G発売。
- 2014年11月 - P-01G、N-01G、キッズケータイ HW-01G発売。
- 2015年6月 - spモードケータイ（iモード非対応）として、ARROWSケータイ F-05G、AQUOSケータイ SH-06G発売。
- 2015年11月 - P-01H発売。最後のiモード対応端末となった。
- 2016年2月 - SH-06Gの法人向けモデルSH-03H発売。
- 2017年3月 - キッズケータイ F-03J発売。ドコモのFOMA端末最終モデルとなった。

## サービスの特徴

### 契約体系
従来の電話機単位の契約からFOMAカード（UIMカード）単位の契約になるため、1つの契約で複数の電話機を使い分けることができる。また、第二世代携帯電話の「mova」（PDC）より通信帯域を有効に活用できることから、パケットあたりの通信料金が安く設定されている。さらに2004年5月にパケットパックの値下げが行われ、6月にはパケット定額制サービス「パケ・ホーダイ」が開始された。当初はパケットパックとパケ・ホーダイは重複して加入する事ができたが、2005年4月にパケ・ホーダイ加入者のPCなどでの通信料が値下げされたことで（0.2円→0.02円）、重複加入している人は、パケ・ホーダイのみの契約になった。それと同時にパケットパック90が開始になった。また、2005年11月から、1つのFOMAカードに基本番号に加えて最大2つまでの番号を追加して付与できるマルチナンバーサービスが始まった。
なお、提携している他国事業者のローミングインも可能となっており、他国から来た旅行者が、ローミングして使うことができる。また逆に、対応端末のユーザーが他国に旅行した際に、ローミングアウトして提携他国事業者のエリアでFOMAを使える（一部使えないサービスあり）。

### エリア
movaと互換性のない、全く新しい方式を使用しており、従来のmovaの基地局が使えないことと、2GHz帯と800MHz帯との電波伝播特性の違いによりサービスエリアは狭いと言われていた。全国的にエリアのあるmovaと同等以上のエリアまで拡大されつつあり、これまでmovaが繋がらなかった所でも、エリア改善の要望などによりFOMAなら繋がる場所も存在する。これは、FOMAへのユーザ移行を進めようとする意図から、地方や都市郊外の住宅地などを重点的に基地局を設置した結果だといえる。また、開始当初は電波同様に苦情の多かった途切れやすいなどの通話の品質の悪さも現在は改善されている。
次項の「デュアルネットワークサービス」を利用することでmovaの端末に切り替えて使用することが可能であった。
2004年から2005年にかけて発売された901iシリーズから、movaで使用している電波の伝達性で有利な800MHz帯の一部を利用し、2GHz帯と800MHz帯の両方をFOMAで使用する計画であった。しかし、ソフトバンクによって、既存の業者のみに800MHz帯を割り当てるのは不当との意見が出され、そのときは実現には至らなかった。しかしその後、ボーダフォンの日本法人を買収したソフトバンクに800MHzを割り当てないことが確定し、2005年6月に発表された901iSシリーズから、ほとんどの機種が従来の2GHz帯に加え、800MHz帯に対応したデュアルバンド端末になった。800MHz帯を利用するエリアは「FOMAプラスエリア」と呼ばれ、郊外や山間部などでサービスエリアが拡大した。
さらに、首都圏を始めとする東名阪の地域では、2GHz帯の不足を補うため、902iSシリーズから1.7GHz帯の導入を開始した（NTTドコモが保有している1.7GHz帯は東名阪専用バンドである）。しかしながら1.7GHz帯という帯域は、主に加入者の急増に対応するためであり、エリアが拡大するわけではないため、NTTドコモはこのエリアに関して公にしていない。
山間部を中心にさらなるサービスエリアの拡大が行われ、トラフィックが増大している住宅街などにも光張り出し方式の基地局を置く、基地局ごとに電波をチューニングするなどした。2006年秋にFOMAのエリアがmovaのエリアを越えること（movaの方がつながりやすい場所も多数存在する）、すべてのJR駅（4565駅）、高校・高専（5495校）、大学・短大（1603校）、サービスエリア・パーキングエリア・道の駅（1657ヶ所）をカバーした。2006年の目標は2007年度中に屋外基地局を約7,000局、屋内基地局を約3,600局増設し、FOMAの総基地局数56,700局にすることおよび、『いちばん「つながる」ケータイへ』をスローガンにネットワーク品質において顧客満足度No.1を獲得することとしていた。
そのために、2008年度より、エリアに対する利用者の声への対応の充実という施策を開始した。FOMAの電波調査を希望する人に対し、電話等でのヒヤリングの後原則48時間以内に訪問し、屋内電波調査を行い、電波の改善を実施している。2008年10月から、2009年3月末までの間に約13,000件の調査を実施し、改善活動を行っている。
2007年3月29日には、ドコモ九州が沖縄県北大東村・南大東村をカバーし、第三世代携帯電話では業界で初めて全国人口カバー率100%となった。
2008年12月にはFOMAハイスピードエリアの人口カバー率も100%となっている。

### デュアルネットワーク
「FOMA」のサービス区域の狭さを補うため、「FOMA」で契約した1つの電話番号で、「mova」も利用できる「デュアルネットワークサービス」があった。これによって「FOMA」サービス区域外では「mova」に切替えることで通話・通信が可能になり、どちらの機種からも留守番電話や受信メールをチェックできた。ただし、このサービスには、別途月額300円（税込315円）掛かり、「番号の入っていないmova」もしくは「N2701」を準備する必要があった。「mova→FOMA」の契約変更の場合、これまで使っていたmovaをそのままデュアルネットワークの副端末として利用できた。なお、FOMAのサービスエリアが狭かった初期は、デュアルネットワークサービスが無いので、行動範囲でつながるかどうか試す為にショップ契約の電波測定用のFOMAが貸し出された。

デュアルネットワークサービスの契約者は個人・法人計約285万（2006年6月現在）である。また、切替の番号もワールドウイングと同じ番号なので、一時的にムーバのユーザーもFOMAとみなし、レンタルされたFOMA端末に切り替えて国際ローミングに応用されたこともある、FOMAプラスエリア対応端末が普及してあえてmovaを二台持ちする必要が無くなり2009年3月31日をもって新規受付を終了した。

### FOMAハイスピード
下り最大14Mbps、上り最大5.7Mbpsの通信速度に対応。

### FOMAのネットワーク
FOMAのネットワークならびに端末は、国際標準団体3GPPのRelease99に準拠しているものであるが、仕様で決められていない細かな部分での機能向上あるいは3GPP 仕様の先行導入を行った。具体的には以下の通りである。
- 発着信完了率の向上（機能向上、901iS以降に搭載）（端末側）
- 周波数サーチの最適化（機能向上、901iS以降に搭載）（端末側）
- 位置情報登録回数の低減（機能向上、901iS以降に搭載）（端末側）
- 緊急通報の優先接続（3GPP R4仕様、901iS以降に搭載）（端末側・ネットワーク側）
- 音声通話/テレビ電話の途中切り替え（3GPP R5仕様、901iS以降に搭載）（端末側・ネットワーク側）
- 回線交換・パケット通信の分離制御（3GPP R6仕様、902iS以降に搭載）（端末側・ネットワーク側）

特に、「回線交換・パケット通信の分離制御」により、災害時などネットワークが輻輳した際に、通話に制限をかけてもパケット通信は可能とすることで、メールやiモードの災害用伝言板にて安否確認を行う事ができるようになった。movaはもともと回線交換網とパケット通信網が分離されているため同様の制限は可能である。

### FOMAの今後
詳しくは、Xi (携帯電話)を参照。2010年12月から、現行のW-CDMA方式やHSDPA方式などに加えて、LTE方式によって、下り最大75Mbps・上り最大25Mbps の高速データ通信を開始した。

## 料金
日本国消費税法の規定に基づき、価格表記は原則として消費税課税後の価格を優先する。また、「本体価格」とあるのは、消費税額を除いた金額である。
FOMAの料金体系は、ドコモがFOMAを主軸とするようになってから、複雑・多様化している。
当初のコースはmova最安の料金コースに当たるタイプBの3,500円（本体価格）に対して、FOMAの最安の料金コースに当たるのはFOMAプラン39の3,900円（本体価格）と割高感があった。しかし、時間当たりの通話料金はFOMAの方が安く必ずしも割高とは言い切れなかった。
その後、mova・FOMA共通の新料金プランが開始され、「（新）いちねん割引」や通話単価などが総合的に見直されている。また、パケット定額利用プラン「パケ・ホーダイ」も導入された。旧料金プランではFOMAプラン67以上のものでないと適用できなかったが、新料金プランは全プランとパケ・ホーダイの組み合わせが可能であった。なお、引き続き今に至るまでmovaへのパケット割引サービスの適用は無い。
従来の料金プランは基本料金に端末料金の一部を含むものであったが、国の指導などにより、「端末料金」と「利用料金」を分離した料金体系が、905iシリーズ発売に合わせて導入された。 導入後、それまでの「新料金プラン」はコース導入後に新規発売の端末購入分については「ベーシックコース」に改められ、購入した端末を2年間継続して使用することを求められる（導入前に発売済みの端末については引き続き新料金プランを適用）。新たに導入された「バリューコース」では、端末料金が別払いとなり、分割払いやクレジットカード払いが可能となる。
また、パケット利用料についても、2008年10月に抜本改正され、現在は「音声通話料と完全分離、定額・従量併用制」が基本となった。
分割払いの途中でドコモショップで残金を一括精算することができる。

### 新料金プラン
2014年6月より開始された音声通話定額制の料金プラン「カケホーダイ&パケあえる」の、3G専用プラン。
- カケホーダイプラン（ケータイ）：3,700円（本体価格）
2年契約時、及び2年契約満了後の3年目以降は、2,200円（本体価格）

2016年12月現在、5分以内の通話を無料とするライトプランはXi端末（spモードケータイ）のみで、3Gプランには提供されていない。スマートフォン初期に発売された3Gスマホは本プランは利用できず、スマートフォン向けのプラン（Xiと同じ）を使用することになる。
また、パケ・ホーダイダブルは利用できず、このプラン向けのパケットパックかケータイパックを使用することとなる。

### 905i・705i以降
905iシリーズ以降に発売された端末購入にあたっては、以下の2つのコースから料金プランを選ぶことになる（または、カケホーダイプランも選択可）。
- バリューコース
- ベーシックコース

なお、ベーシックコースの料金体系については、次項を参照。

### FOMA料金プラン

#### 音声
当初は「新料金プラン」とされていた。その後、movaのサービス終了、「カケホーダイ&パケあえる」の導入により、「FOMA料金プラン」と称されるようになった。
movaと同一のプランかつ時間帯・曜日毎の通話料を一律とし、分かりやすさを重視した料金プラン。2005年11月1日に導入された。それ以降にFOMA・movaに新規加入した場合、従前の料金プランは選択できず、以下の新料金プランの中から選択することになっていた。2007年11月26日以降は、それ以前に新規発売された端末を利用する場合に限りこのプランを利用できる。現在は、★印を付けたものは、新規の利用申し込みができず、利用申し込み終了までに申し込みをした場合に限り利用できる。
「無料通信分」は利用料金の先払い予約分であり、プランごとの単価に基づいて利用料金が精算され、無料通信分を使い切った後利用料金が加算開始される。
無料通信分はパケット通信料としても利用が可能。また余った無料通信分は2か月先まで繰り越し利用ができる。また、2005年2月より、2か月先まで使い切れなかった分は、ファミリー割引を契約している家族で共有できるようになった。なお、割引サービスが適用されても、無料通信分が減ることはないため、高額の料金プランにおいては、割引適用状況によっては支払った基本使用料を上回る金額を無料通信として利用できる仕組みになっている。
| 基本料金プラン （価格）は本体価格 | 基本料金プラン （価格）は本体価格 | 基本料金プラン （価格）は本体価格 | 基本料金プラン （価格）は本体価格 | 基本料金プラン （価格）は本体価格 | 基本料金プラン （価格）は本体価格            |                                      |
| 料金プラン                        | 基本料金                          | 基本料金                          | 通信料単価（/30秒）               | 通信料単価（/30秒）               | 備考                                         |                                      |
| 料金プラン                        | 基本支払額                        | うち 無料通信分                   | 音声                              | テレビ電話等の デジタル通話料     | 備考                                         |                                      |
| --------------------------------- | --------------------------------- | --------------------------------- | --------------------------------- | --------------------------------- | -------------------------------------------- | ------------------------------------ |
| タイプSS                          | 3,888円 （3,600円）               | 1,080円 （1,000円）               | 21.6円 （20円）                   | 38.88円 （36円）                  |                                              |                                      |
| タイプS                           | 4,968円 （4,600円）               | 2,160円 （2,000円）               | 19.44円 （18円）                  | 34.56円 （32円）                  |                                              |                                      |
| タイプM                           | 7,128円 （6,600円）               | 4,320円 （4,000円）               | 15.12円 （14円）                  | 27円 （25円）                     |                                              |                                      |
| タイプL                           | 10,368円 （9,600円）              | 6,480円 （6,000円）               | 10.8円 （10円）                   | 19.44円 （18円）                  |                                              |                                      |
| タイプLL                          | 15,768円 （14,600円）             | 11,880円 （11,000円）             | 8.1円 （7.5円）                   | 15.12円 （14円）                  |                                              |                                      |
| タイプシンプル                    | 3,329円 （3,083円）               | 無し                              | 21.6円 （20円）                   | 38.88円 （36円）                  | 2009年12月に開始。                           |                                      |
| タイプリミット                    | 4,536円 （4,200円） +上限分       | 2,376円 （2,200円）               | 21.6円 （20円）                   | 38.88円 （36円）                  | 上限額については下記を参照。                 |                                      |
| タイプビジネス                    | 10,584円 （9,800円）              | 5,940円 （5,500円）               | 時間により異なる                  | 時間により異なる                  | 平日昼間の通話料を割安にしたプラン。         | 平日昼間の通話料を割安にしたプラン。 |
| ファミリーワイド★                 | 3,240円 （3,000円）               | 無し                              | 27円 （25円）                     | 48.6円 （45円）                   | 各種制限事項あり。 下記参照                  |                                      |
| ファミリーワイド リミット★        | 3,360円 （3,200円） +上限分       | 無し                              | 27円 （25円）                     | 48.6円 （45円）                   | 2006年3月に開始。 各種制限事項あり。下記参照 |                                      |

備考
- タイプリミットの上限分は以下のとおり。無料通信分、通話・通信料以外の課金と無料通話分を超えた通話・通信料の合計が利用可能額を超えると自動的に発信停止。

| 上限額コース （本体価格） | 864円 （800円）     | 3,024円 （2,800円） | 5,184円 （4,800円） | 8,424円 （7,800円）   | 13,824円 （12,800円） |
| 利用可能額 （本体価格）   | 3,240円 （3,000円） | 5,400円 （5,000円） | 7,560円 （7,000円） | 10,800円 （10,000円） | 16,200円 （15,000円） |

- ファミリーワイド★・ファミリーワイドリミット★に関する制限事項は以下のとおり。
  - 利用できる年齢は中学生以下及び60歳以上。中学校卒業後は、4月より自動的に「ファミリーワイド」は「タイプSS」に、「ファミリーワイドリミット」は「タイプリミット・上限額800円」に、それぞれ契約が変更される。
  - 当該プラン単独で契約することはできず、「（新）いちねん割引」とセットで契約するか（自動適用）、障がい者の場合は「ハーティ割引」とセットで契約（「（新）いちねん割引」は利用不可）する形となる。「（新）いちねん割引」の当初割引率は25%。
  - ファミリー割引とのセット契約は任意。
  - ファミリーワイドリミットのオプション上限額は一律で1,080円（本体1,000円）。発信停止に関する規定は「タイプリミット」に準じる。
- 新料金プラン制度への移行により、新プラン契約者は以下のサービスが適用対象外となった。
  - ボリュームディスカウント
  - ドンドンコール
  - 度数表示サービス
  - グループ内番号サービス
  - 「ゆうゆうコール」の無料通信プレゼント（旧プランでゆうゆうコールの指定をされている回線から着信した場合は、無料通信プレゼントを受けることができる）
- 新規の受け付けは2010年3月31日で終了している。

#### データ
データプランは、FOMAを電話としてではなく、モデムとして利用する場合のプランである。音声通信およびiモードは利用できない。音声プランと異なり、無料通信分は「○○円分」のように利用料金の全体に適用されるのではなく、プランごとに設定された所定のパケット通信分にのみ適用される。
| 基本料金プラン （価格）は本体価格 | 基本料金プラン （価格）は本体価格 | 基本料金プラン （価格）は本体価格 | 基本料金プラン （価格）は本体価格 | 基本料金プラン （価格）は本体価格       | 基本料金プラン （価格）は本体価格 | 基本料金プラン （価格）は本体価格 |
| 料金プラン                        | 基本料金                          | パケット 無料通信分               | 通信料単価                        | 通信料単価                              | 備考                              |                                   |
| 料金プラン                        | 基本料金                          | パケット 無料通信分               | パケット 超過分 （/パケット）     | テレビ電話等の デジタル通話料 （/30秒） | 備考                              |                                   |
| --------------------------------- | --------------------------------- | --------------------------------- | --------------------------------- | --------------------------------------- | --------------------------------- | --------------------------------- |
| データプランSS                    | 1,944円 （1,800円）               | 無し                              | 下記参照                          | 32.4円 （30円）                         |                                   |                                   |
| データプランS パケットプラス      | 3,132円 （2,900円）               | 10万パケット                      | 下記参照                          | 32.4円 （30円）                         |                                   |                                   |
| データプランM パケットプラス      | 5,616円 （5,200円）               | 45万パケット                      | 0.0216円 （0.02円）               | 32.4円 （30円）                         |                                   |                                   |
| データプランL パケットプラス      | 7,992円 （7,400円）               | 120万パケット                     | 0.0162円 （0.015円）              | 32.4円 （30円）                         |                                   |                                   |
| データプランLL パケットプラス     | 15,012円 （13,900円）             | 250万パケット                     | 0.01296円 （0.012円）             | 32.4円 （30円）                         | 2006年9月開始                     |                                   |

備考
- デジタル通信料は、無料通信分の対象とはならない。
- らくらくホン シンプルは、このプランを利用できない。
- データプランSS及びデータプランS パケットプラスパケット通信料単価は以下のとおり。（価格）は本体価格。

| ↓月利用パケット数              | SS                  | S パケットプラス    |
| ------------------------------ | ------------------- | ------------------- |
| - 10万パケット                 | 0.108円 （0.1円）   | 無料                |
| 10万パケット超 - 60万パケット  | 0.108円 （0.1円）   | 0.054円 （0.05円）  |
| 60万パケット超 - 200万パケット | 0.054円 （0.05円）  | 0.054円 （0.05円）  |
| 200万パケット超                | 0.0216円 （0.02円） | 0.0216円 （0.02円） |

### 旧料金プラン
新料金プラン導入後は、データプランを除いてそれまで加入していた利用者のみ継続して利用できる。

#### 2005年10月末までのプラン
通信料単価は、地域会社・利用時間帯ごとに異なっていたので、ここでは詳しい説明を省く。（価格）は本体価格。
| プラン         | 基本使用料            | 無料通信分            | 備考                                 |
| -------------- | --------------------- | --------------------- | ------------------------------------ |
| FOMAプラン39   | 4,212円 （3,900円）   | 810円 （750円）       |                                      |
| FOMAプラン49   | 5,292円 （4,900円）   | 2,214円 （2,050円）   |                                      |
| FOMAプラン67   | 7,236円 （6,700円）   | 4,374円 （4,050円）   |                                      |
| FOMAプラン100  | 10,800円 （10,000円） | 7,938円 （7,350円）   |                                      |
| FOMAプラン150  | 16,200円 （15,000円） | 12,582円 （11,650円） |                                      |
| ビジネスプラン | 10,584円 （9,800円）  | 5,616円 （5,200円）   | 平日昼間の通話料を割安にしたプラン   |
| リミットプラス | 4,644円 （4,300円）   | 2,376円 （2,200円）   | movaのリミットプラスとほぼ同じコース |

#### 2005年5月末までのプラン
- FOMAデータプラン22 2,376円（本体2,200円） - データ通信のみで音声通話はできない。テレビ電話は可能。2005年5月末で申し込み終了。

### パケット料金
2009年5月1日現在。1パケットは128バイト。2008年10月に改定された。現在は、★印を付けたものは、新規の利用申し込みができず、利用申し込み終了までに申し込みをした場合に限り利用できる。

#### 基本通信料単価
1か月の総パケット数に応じて、それぞれのパケット通信料が適用される。（価格）は本体価格。
- 15万パケットまで　0.216円（0.2円）
- 15万パケット超 - 60万パケット　0.108円（0.1円）
- 60万パケット超 - 200万パケット　0.054円（0.05円）
- 200万パケット超　0.0216円（0.02円）

##### （参考）mova
- 10万パケットまで 0.315円（本体0.3円）/パケット
- 10万パケット超 0.21円（本体0.2円）/パケット

#### パケットパック★
定額料が「無料通信分」に相当するもので、パケット利用料の先払い式サービス。「パケ・ホーダイダブル」への完全移行により、2009年3月いっぱいで新規利用申し込みが完全に終了した。
詳細は当該項を参照。
なお、カケホーダイプランに付随するパケットパック・ケータイパックについては同プラン利用時に使用可能である。

#### 定額サービス
（価格）は本体価格。定額対象外となる通信については、一律で1パケットあたり0.0216円（本体0.02円）の料金が別途請求される。またパケ・ホーダイダブルやBiz・ホーダイダブルにおいては、5,838パケットまでは定額401円（本体372円）で、それを超えたら1パケットあたり0.0864円（本体0.08円）で課金される。各上限に達すると再び定額となり、それ以上課金されない。
概要は以下に示すが、現在新規利用可能なサービスについては当該項を参照のこと。これは、定額制と従量制の併用、定額料値下げにより、料金体系が複雑になっているためである。
| サービス名           | 定額料                                                                                      | 定額対象サービス                                                   | 定額対象外サービス                                                                                              |
| -------------------- | ------------------------------------------------------------------------------------------- | ------------------------------------------------------------------ | --- |
| パケ・ホーダイ★      | 4,212円 （3,900円）                                                                         | - iモードの通信                                                    | - iモードフルブラウザを使用した通信 - パソコン・PDAなどを接続したパケット通信                                   |
| パケ・ホーダイフル★  | 6,156円 （5,700円）                                                                         | - iモードの通信 - iモードフルブラウザを使用した通信                | - PDAやコンピュータなどを接続したパケット通信                                                                   |
| Biz・ホーダイ★       | 6,156円 （5,700円）                                                                         | - iモード非対応のスマートフォンにおける 日本国内でのパケット通信料 | - PDAやコンピュータなどを接続したパケット通信 - iモード対応端末にFOMAカードを 差し替えてiモード通信を行った場合 |
| パケ・ホーダイダブル | 401円（372円）〜 4,536円（4,200円） スマートフォン6,156円（5,700円） 最高8,424円（7,800円） | 当該項参照                                                         | 当該項参照 |
| Biz・ホーダイダブル  | パケ・ホーダイダブルと統合                                                                  | 当該項参照                                                         | 当該項参照 |

#### 備考
- パケットパックの余った無料通信分は音声プランの無料通信分と合算して2か月先まで繰り越し利用ができる。さらに余った分は家族で分け合うことができる。
- パケ・ホーダイは新料金プランまたは、67以上の旧料金プランを契約している場合のみ契約することができた。
  - 新料金プランのうち、M以上とタイプビジネスは新料金プラン移行当初から適用、Sまでとタイプリミット・ファミリーワイド・ファミリーワイドリミットについては2006年3月から適用。
- デュアルネットワークでmovaを使用する場合のパケット料金は、パケ・ホーダイ及びパケットパックの有無に関わらず、movaのパケット料金である。ただし、パケットパックおよびパックプランの無料通信料を使うことはできる。

### その他のサービス
以下では基本料金およびパケット通信以外の付加サービスおよびその料金を挙げる。
- 2in1（2007年5月25日開始） - 2in1料金プランに準ずる。
- オプションパック割引（留守番電話サービス・転送でんわサービス・キャッチホン・メロディコール ベーシックコース） - 月額432円（本体400円）。
- 留守番電話サービス - 月額324円（本体300円）。
- キャッチホン - 月額216円（本体200円）。
- マルチナンバー - 電話番号を最大2件まで追加できる。1件に付き月額540円（本体500円）。
- ショートメッセージサービス(SMS) - 一通あたり3円24銭（本体3円）。
- メロディコール - ベーシックコース月額108円（本体100円）。ただし、楽曲によっては異なる。
- iチャネル - 対象機種:701i/901is以降。ニュースや天気予報などの情報が表示される。月額162円（本体150円、ベーシックチャネルの更新に対するパケット料金含む）。
- ドコモケータイdatalink - FOMA端末のアドレス帳、メール、写真、スケジュールなどのバックアップなどを行うパソコン用ソフト。その他にアドレス帳のパソコンでの編集、iモードメール本文をパソコン上で作成他の機能がある。無料で公開されているが、USBケーブルが別途必要となる。

### 終了したサービス
- 着もじ - 対象機種:902iS以降/N902iX。発信時にメッセージ（10文字まで）を付ける事ができる。1回につき5.25円（本体5円）。2011年6月終了。
- デュアルネットワーク - FOMAサービスエリア外のmovaサービスエリアで代替としてmovaを使用。月額315円（本体300円）。FOMAプラスエリアで800MHｚを転用するためとmova停波と同時で2012年3月終了。
- Music&Videoチャネル（旧ミュージックチャネル） - 音楽番組配信サービス。月額315円（本体300円）、パケ・ホーダイの契約が必要。2013年3月で終了。
- プッシュトーク - 対象機種:902i以降の9シリーズとP702i・P702iD・SH702iS・SH703i・SO703i・P703i、2010年9月終了。
  - 通常は1回の発言につき5.25円（本体5円）。
  - カケ・ホーダイ - プッシュトークにおける発言が月額1,050円（本体1,000円）で定額だった。
  - プッシュトークプラス - 参加可能人数が20人までに拡大など。定額料金が2,100円（本体2,000円）、代表者のみグループ管理費として月額10,500円（本体10,000円）が必要であった。

## 定額データ通信サービス
ドコモのPHSサービスが2008年1月7日をもって停波したため、それに先駆けてPHS定額データ通信サービス@FreeDの代替サービスとして2007年10月22日に開始された。

### 定額データプランHIGH-SPEED
料金
月額4,320〜10,800円、バリューコースで定額データ割利用の場合　3,564円〜6,156円（本体3,300円〜5,700円）
対応端末
FOMA HIGH-SPEED対応端末
通信可能エリア
FOMAエリア
通信速度
受信7.2Mbpsまたは3.6Mbps (HIGH-SPEEDエリア以外は384Kbps)
送信384Kbps
2009年6月に新規受付は終了している。

### 定額データプラン64K（2013年2月に終了）
料金
月額4,200円(本体4,000円)、バリューコースの場合3,465円（本体3,300円）
対応端末
FOMAハイスピード対応端末
通信可能エリア
FOMAエリア
通信速度
送受信とも最大64Kbps
なお、FOMAハイスピード対応端末でのサービスとなる理由は、伝送効率の良い方式が必要なためである。

## 通信端末
個別記事のある項目に関しては備考は省略している。詳細は各記事を確認。
なお、備考欄に×印があるモデルは法人専用モデルで、ドコモショップなど一般の販売店では一切取り扱っておらず、一般向けカタログにも記載されていない（他社は一般向けカタログにも小さく掲載している）し、これらのモデルのカタログは個人客は請求・閲覧もできない。ドコモグループ各社の法人営業担当者から直接購入することになる。

### 2xxxモデル（2001年10月-2008年11月）
FOMAの最初に出たシリーズ。2000年代を意味して、2000番台となった。当初は音声端末・通信端末が発売されたが、2004年以降は通信端末のみ2xxxを名乗った。2008年11月に新型式に移行した。

#### 音声端末

##### 2101Vシリーズ
最初に出たFOMA端末である。2000番台の型番はIMT-2000による。またiモード機能の搭載が当然となっていたことから、型番に「i」を付けずロゴもない。初期ものゆえか、全体的に電池の持ちが悪く、また筐体も大きかった。この頃の機種によりFOMAの「デカイ、繋がらない」のイメージが定着してしまった。テレビ電話機能付き。iアプリは503相当のものに対応している。P2101V以外はiモーションに対応している。
| 端末型番 | 発売日        | ブランド | 備考 |
| -------- | ------------- | -------- | ---- |
| P2101V   | 2001年10月1日 |          |      |
| D2101V   | 2002年3月1日  |          |      |
| SH2101V  | 2002年7月16日 |          |      |
| T2101V   | 2002年9月27日 |          |      |

##### 2001/2002シリーズ
2101と同じく、最初に出たFOMAのグループである。カメラは無く、テレビ電話未対応である他は、2101シリーズと仕様は変わらない。N2001以外はiモーションに対応している。
| 端末型番 | 発売日         | ブランド | 備考 |
| -------- | -------------- | -------- | --- |
| N2001    | 2001年10月1日  |          | |

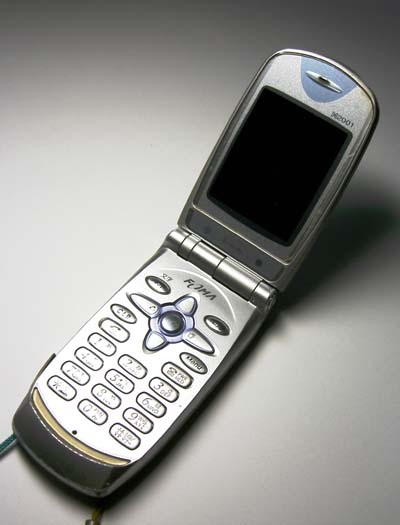
FOMA第1号機N2001

| N2002    | 2001年11月19日 |          | 折りたたみ式。107g。連続待ち受け時間は55時間。 N2001のメインディスプレイをTFT液晶に変更し、 そのためディスプレイ部の厚みがN2001より増している。 また、iモーションに対応した。 |
| P2002    | 2002年6月13日  |          | 折りたたみ式。107g。連続待ち受け時間は55時間。 NECと松下通信工業との協業によって出た初の端末である。 N2002のOEMモデルである。 細部のデザイン・本体カラーに若干の違いがある    |

##### F2611
2002年4月22日に発売されたダイヤルアップルーター（DUR）内蔵モデル。法人向け製品で（仮設事務所等での使用を想定したもの）、一般に市販はされない。報道発表資料では200台生産と記載されているが、実際の納入台数は不明。
本体は家庭用ファクシミリをB5ファイルに収まる大きさにしたような形状で重さは約680グラムと、唯一無二のDUR搭載の可搬型MWA端末としてそのコンパクトさは優れていた。無線WANとして下り384k、上り384kまでのパケットデータ通信に対応している。SH2101Vに先駆けてBluetooth接続のハンドセット型子機が搭載されており、通信圏内であれば離れた場所から通話する事も可能である。

##### 2051シリーズ
いわゆる「新FOMA」の第1弾（FOMAの端末としては第二世代）である。以前の機種より電池の持ちが良くなり、筐体も小さくなった。カメラは付いているがiショット用でテレビ電話に対応しない。51という型番は、カメラ付きという事からmovaの251iシリーズに由来。外部メモリーには対応していない。iアプリは504相当のものに対応している。iモーションの方式がMP4に変更になった。
| 端末型番 | 発売日    | ブランド | 備考 |
| -------- | --------- | -------- | --- |
| F2051    | 2003年1月 |          | 折りたたみ式。114g。待ち受け時間は170時間(移動時)、230時間(静止時)。 FOMAで初めてSymbian OSを搭載した。富士通製FOMA初の音声端末である                        |
| N2051    | 2003年1月 |          | 折りたたみ式。122g。待ち受け時間は180時間(移動時)、250時間(静止時)。 世界初のニューロポインターを初搭載。これ以降のNのFOMAは本機の操作系を踏襲することになる |

##### 2102Vシリーズ
「新FOMA」の第2弾（FOMAの端末としては第二世代）である。2051の特徴を引き継ぎ、電池の持ちが良くなり、筐体も小さくなった。これらの機種が出た頃より、FOMAのパケット代が安いというメリットが認められはじめ、FOMAユーザが増え始めた。Nは外部メモリーには対応していない。iアプリは504相当のものに対応している。
| 端末型番 | 発売日        | ブランド | 備考                                                                  |
| -------- | ------------- | -------- | --------------------------------------------------------------------- |
| P2102V   | 2003年3月15日 |          |                                                                       |
| F2102V   | 2003年7月3日  |          | 折りたたみ式。115g。外部メモリーはminiSD対応。カメラ性能はCCD30万画素 |
| N2102V   | 2003年7月18日 |          | 折りたたみ式。109g。外部メモリーは非対応。カメラ性能はCMOS 30万画素   |

##### N2701
| 端末型番 | 発売日    | ブランド | 備考 |
| -------- | --------- | -------- | --- |
| N2701    | 2003年6月 |          | 折り畳み、ムーバの通信部も内蔵したFOMA端末、ムーバも内蔵させないといけないので小型化に難があり、FOMAプラスエリアも今後行う為、これ一代限りで2701シリーズは終了した |

#### データ通信端末
| 端末型番          | 発売日         | ブランド | 備考 |
| ----------------- | -------------- | -------- | --- |
| P2401             | 2001年10月1日  |          | PCカードサイズの端末。 パケット通信が下り最大384kbps、 上り最大64kbpsで、 データ通信（回線交換方式）が 上り下り共に最大64kbpsに対応。                                                |
| F2402             | 2003年9月13日  |          | PCカードサイズの端末。 パケット通信が上り下り共に最大384kbpsで、 データ通信（回線交換方式）が上り下り共に最大64kbpsに対応。 パソコンに挿してテレビ電話、音声通話ができる。           |
| P2402             | 2003年11月28日 |          | CFカードサイズの端末。 パケット通信が下り最大384kbps、上り最大64kbpsで、 データ通信（回線交換方式）が上り下り共に最大64kbpsに対応する。 パソコンに挿してテレビ電話ができる。         |
| P2403             | 2006年3月22日  |          | CFカードサイズの端末。 パケット通信が下り最大384kbps、上り最大64kbpsで、 データ通信（回線交換方式）が上り下り共に最大64kbpsに対応する。 データ通信端末初のFOMAプラスエリア対応端末。 |
| M2501 HIGH-SPEED  | 2006年9月29日  |          | FOMAハイスピード（HSDPA）に最初に対応したデータ通信カード |
| A2502 HIGH-SPEED  | 2007年10月5日  |          | FOMAハイスピード7.2Mbpsに初めて対応した USBタイプのデータ通信端末 |
| N2502 HIGH-SPEED  | 2008年3月17日  |          | |
| OP2502 HIGH-SPEED | 発売中止       |          | 不具合の改善が不可能なため製品化中止。 |

### 90x・70xモデル（2004年1月-2008年11月）
これまでの2xxxの型式ではなく、movaの50xのような型式番号を採用したモデル。906i・706iまで継続した。

#### 90xシリーズ(9シリーズ)

##### 900iシリーズ
FOMAの端末としては第三世代に当たる。50xシリーズの機能を採用して、ドコモのフラッグシップ携帯として登場した。movaシリーズと共通の型番ルールを採用し、9という数字には50xの上位という意味も込め、一般向けに広くアピールした。全機種にQVGA液晶とメガピクセルカメラを搭載した。iアプリは505iの規格をさらに拡張し、500KB（ダウンロード100KB、スクラッチパッド400KB）の仕様になった。開発の初期段階では、2103Vとされていた。2005年5月のプレスリリースで900i及び900ixを1098万台発売したと発表した。FOMA普及にかなり貢献したシリーズだが「着うたをメール着信音に設定できない」「全体的に動作の機敏さに欠ける」などの問題が残されていた。イメージキャラクターは坂口憲二と長谷川京子（同コンビで901iSシリーズまで起用。CMソングには交響曲第9番 (ベートーヴェン)の小西康陽やケン・イシイ・石野卓球らによるアレンジバージョンを起用。

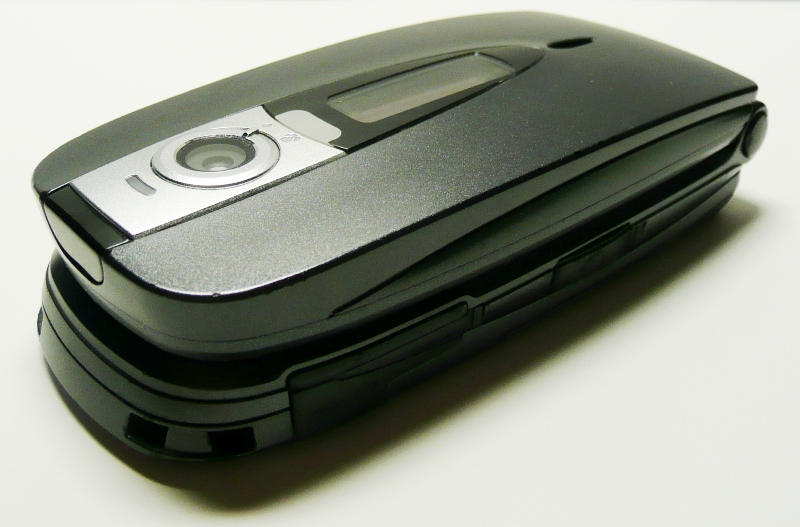
N900i

| 端末型番 | 発売日        | ブランド | 備考 |
| -------- | ------------- | -------- | ---- |
| F900i    | 2004年2月6日  |          |      |
| N900i    | 2004年2月22日 |          |      |
| P900i    | 2004年2月29日 |          |      |
| SH900i   | 2004年3月20日 |          |      |
| D900i    | 2004年6月23日 |          |      |

##### 901iシリーズ
900i、900ixの後継端末。共通機能はもちろんのこと、それぞれの個性のある端末となっている。共通機能は主に着うたや着モーションの最大再生容量を300KBから500KBに拡大、iモードメールの添付ファイルの最大容量も100KBから500KBに拡張、ツインスピーカー搭載、iアプリの3Dグラフィックス機能強化、Flashからの端末情報取得、外部からのコンテンツに対して問題要素を検出する「セキュリティスキャン機能」を搭載しているなど、iモードにまつわる機能が強化されている。また、全機種でデジタルオーディオプレーヤー機能が正式対応になった。(連続再生に対応するのはD,F,SHのみ）
なお、型番にiCが付く端末はiモードFeliCaにも対応している（モバイルSuicaには非対応）。FeliCaチップの供給数に余裕が無いため全機種対応にならなかった。予定されていた800MHz帯とのデュアルバンド機能は、800MHz帯再編をめぐるソフトバンクの動きから見送られ、901iSから搭載された。
| 端末型番 | 発売日         | ブランド | 備考 |
| -------- | -------------- | -------- | ---- |
| SH901iC  | 2004年12月1日  |          |      |
| F901iC   | 2004年12月24日 |          |      |
| N901iC   | 2005年1月28日  |          |      |
| D901i    | 2005年2月1日   |          |      |
| P901i    | 2005年2月4日   |          |      |

##### 901iSシリーズ

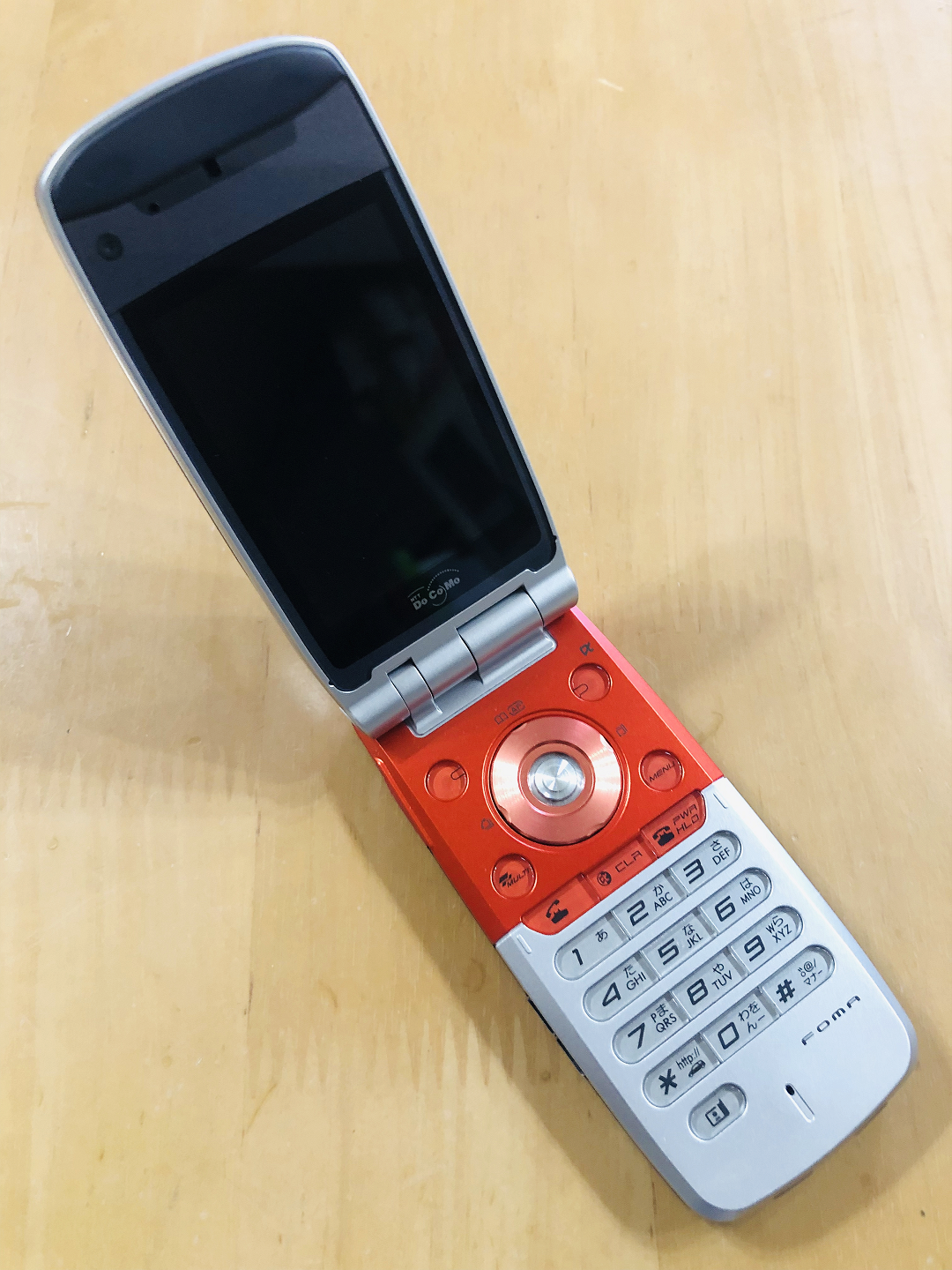
NTT DoCoMo Foma N901iS

2005年5月17日にドコモよりプレスリリースされた。元々、2005年1月に公表されたロードマップに2005年度中の投入が公表されていた。iモードFeliCaに全機種対応（F、DはモバイルSuicaには非対応）。よって、これまでFeliCa端末を示していた「iC」ではなく「iS」を名乗る事になった。このシリーズから800MHz帯「FOMAプラスエリア」のデュアルバンド対応となり、山間部などでエリアが拡大した。また、901iS以降の機種同士であれば音声通話中にテレビ電話への切り替えができるようになる。
D、F、Pは自動時刻補正に対応。また、PDFファイルの閲覧やダウンロードができるAdobe Reader LEを搭載する。（SHは、Excel、Word、Powerpointの閲覧が可能なPicsel Viewerも備える。）
このシリーズ以降、FOMA発売以来使われてきた初代ロゴが無くなる。
| 端末型番 | 発売日        | ブランド | 備考 |
| -------- | ------------- | -------- | ---- |
| SH901iS  | 2005年6月3日  |          |      |
| P901iS   | 2005年6月10日 |          |      |
| F901iS   | 2005年6月10日 |          |      |
| D901iS   | 2005年6月10日 |          |      |
| N901iS   | 2005年6月24日 |          |      |

##### 902iシリーズ
2005年10月19日にSH902i、N902i、D902i、P902i、F902i、SO902iがドコモよりプレスリリースされた。新機能として、定額制プランも用意しトランシーバーのような通話が可能な「プッシュトーク」、「iモードFelica」の新機能である「トルカ」サービスに対応。701iに搭載されたiチャネルにも対応している。iアプリは容量は変わりないが、HTMLの仕様がバージョンアップしている。902iでは、従来までFOMAの課題となっていたキーレスポンスのもたつきの解消に力が入れられており、今まで特に遅いとされていたP,NといったLinux OS採用端末のレスポンスもかなり快適になっている。イメージキャラクターは一新され、KAT-TUNの亀梨和也と赤西仁を起用。
| 端末型番 | 発売日         | ブランド   | 備考                    |
| -------- | -------------- | ---------- | ----------------------- |
| F902i    | 2005年11月11日 |            |                         |
| D902i    | 2005年11月11日 |            | モバイルSuicaには非対応 |
| N902i    | 2005年11月18日 |            |                         |
| P902i    | 2005年12月6日  |            |                         |
| SH902i   | 2005年12月9日  |            |                         |
| SO902i   | 2006年3月21日  | FOMA STICK |                         |

##### 902iSシリーズ
2006年5月11日にD902iS、F902iS、N902iS、P902iS、SH902iSがドコモよりプレスリリースされた。新機能として1.7GHz帯の対応、DCMXアプリのプリセット、着もじ、おまかせロック、外部メモリへのコンテンツ移行、デコメール署名、電話帳預かりサービス、パケット通信中のテレビ電話対応等がある。また、P902iSはドコモ初の着うたフルに対応、N902iS、P902iSが3Gローミングに対応し、F902iSは、Windows Media Audio形式の音楽ファイル再生に対応。またデジタル著作権管理技術（DRM）に対応している事などより、Napster Japan等の有料音楽配信サイトの利用もできる。イメージキャラクターはKAT-TUNのメンバー全員（903iシリーズまで起用）。
| 端末型番 | 発売日        | ブランド | 備考 |
| -------- | ------------- | -------- | ---- |
| SH902iS  | 2006年5月30日 |          |      |
| P902iS   | 2006年6月7日  |          |      |
| N902iS   | 2006年6月9日  |          |      |
| D902iS   | 2006年6月9日  |          |      |
| F902iS   | 2006年6月16日 |          |      |

##### 903iシリーズ
2006年10月12日にD903i、F903i、N903i、P903i、SH903i、SO903iがドコモよりプレスリリースされた。新機能として全機種にGPS搭載した。このため、ケータイお探しサービスに対応している他、警察（110番）・消防（119番）等に通報した際の位置特定もできる。イマドコサーチにも適している。またメガiアプリに対応。容量が1MBに拡張されダウンロード、スクラッチパッドの区切りが無くなった。また、外部メモリーカードにソフトを保存できる事で、さらに容量があるソフトの作成もできる。おサイフケータイ関連では、felicaのメモリー容量が約3倍に拡大され、モバイルSuicaなど多くのメモリーを必要とするICアプリも複数使用できるようになった。その他、着うたフル、IC通信、3Gローミングに対応している。SH903i、D903i、F903i、N903iはきせかえツールに対応している。
また、903iシリーズのうち、D903i、SH903i、F903iの三機種は、Windows Media Audio形式の音楽ファイル再生に対応。またデジタル著作権管理技術（DRM）に対応している事などより、Napster Japan等の有料音楽配信サイトの利用もできる（2007年12月31日まで、Napsterを2週間無料で使えるキャンペーンを行っている）。SO903iは、ATRAC3形式及び、MP3形式の音楽ファイル再生にも対応している。N903i、P903i、SH903iはSD-Audio対応で、長時間再生が可能となった。SH903iのみWindows Media AudioとSD-Audioの二つの形式に対応している。
イメージキャラクターは902iシリーズ・902iSシリーズに引き続きKAT-TUN(赤西も一部出演)。一方カメラのイメージセンサは、SH903i、D903iがCCD（スーパーCCDハニカムではない）、P903iがνMaicoviconを搭載し、ほかはすべてCMOSイメージセンサに変更された。

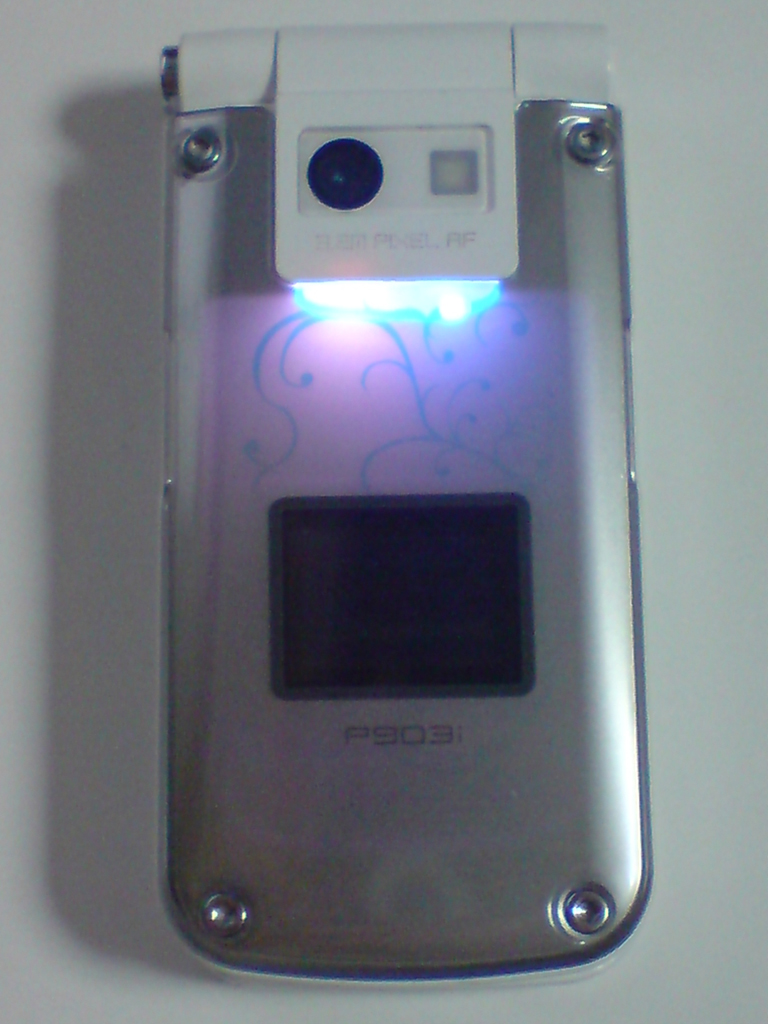
着せ替えケータイP903i

| 端末型番 | 発売日         | ブランド | 備考 |
| -------- | -------------- | -------- | ---- |
| SH903i   | 2006年10月24日 |          |      |
| P903i    | 2006年11月1日  |          |      |
| D903i    | 2006年11月14日 |          |      |
| F903i    | 2006年11月14日 |          |      |
| N903i    | 2006年11月14日 |          |      |
| SO903i   | 2006年11月25日 |          |      |

##### 904iシリーズ
2007年4月23日にDoCoMo2.0の最初のシリーズとして、D904i、N904i、SH904i、P904i、F904iがドコモよりプレスリリースされた。今回より型式ルールの見直しより、903iSではなく904iとなった。(なおN904iは日本での発表前にミラノサローネで公開されていた。)新機能として音楽を定額で利用できるうた・ホーダイに対応した。また2in1と呼ばれる、1台の端末で2つのメールアドレスと電話番号を使用できるサービスに対応。一部を除き直感ゲーム(携帯本体を振るなど体を使ってプレイする)に対応。またP904iがフルブラウザを搭載した事で、全機種フルブラウザ対応になった。全機種でWindows Media Audio、3Gローミングに対応。N904iのみHSDPAに対応。F904iのみワンセグに対応。尚、ソニー・エリクソンの新機種は発表されていないが、2007年1月に発表済のSO903iTVはこの904iシリーズが全て出揃った後にようやく発売されている。
| 端末型番 | 発売日        | ブランド | 備考 |
| -------- | ------------- | -------- | ---- |
| SH904i   | 2007年5月25日 |          |      |
| N904i    | 2007年5月25日 |          |      |
| F904i    | 2007年6月1日  |          |      |
| D904i    | 2007年6月8日  |          |      |
| P904i    | 2007年6月15日 |          |      |

##### 905iシリーズ
2007年11月1日に905i企画端末（N905iBizを除く）、705iシリーズとともにD905i、N905i、SH905i、P905i、F905i、SO905iがドコモよりプレスリリースされた。
全機種VGA以上の画面解像度、Flash Lite3、ワンセグ、FOMAハイスピード、GSMローミング、緊急速報エリアメール、バージョンアップしたきせかえツールが標準搭載（一部機能非搭載機種あり）。
新サービスとしてはミュージックチャネルが動画に対応しMusic&Videoチャネルとなった。また、iアプリ・直感ゲームが音声入力に対応した。D905iは最後の三菱電機製の9シリーズとなった。
| 端末型番 | 発売日         | ブランド      | 備考 |
| -------- | -------------- | ------------- | ---- |
| SH905i   | 2007年11月26日 |               |      |
| D905i    | 2007年11月26日 |               |      |
| N905i    | 2007年11月28日 |               |      |
| P905i    | 2007年11月28日 | VIERAケータイ |      |
| F905i    | 2007年11月29日 |               |      |
| SO905i   | 2007年11月29日 |               |      |

##### 906iシリーズ
2008年5月27日に906i企画端末、706iシリーズとともにN906i、SH906i、P906i、F906i、SO906iがドコモよりプレスリリースされた。

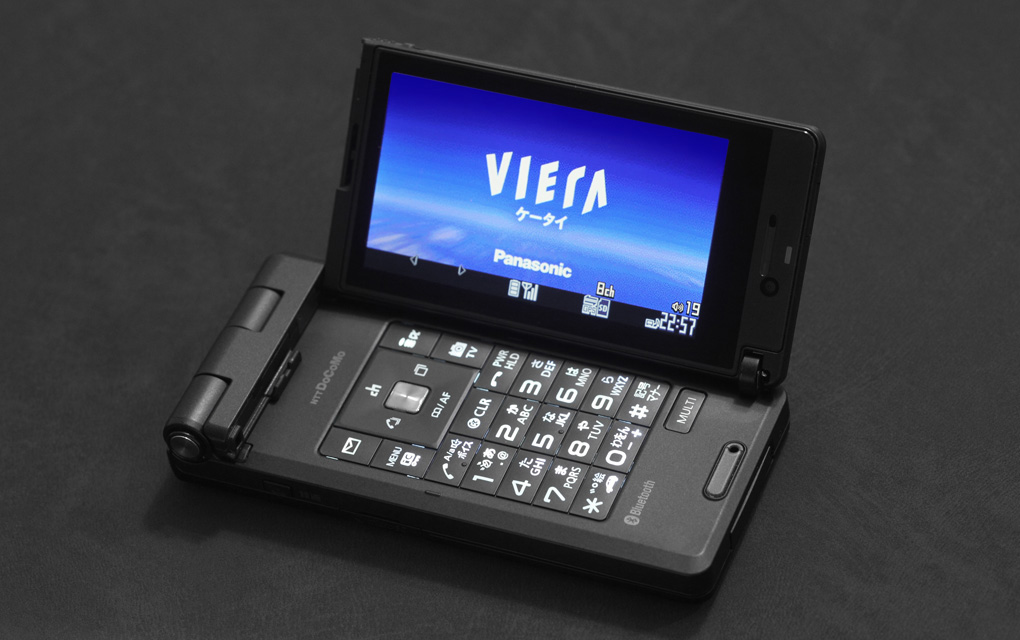
VIERAケータイP906i

| 端末型番 | 発売日        | ブランド       | 備考 |
| -------- | ------------- | -------------- | ---- |
| P906i    | 2008年6月1日  | VIERAケータイ  |      |
| SO906i   | 2008年6月2日  | BRAVIAケータイ |      |
| SH906i   | 2008年6月3日  |                |      |
| F906i    | 2008年6月5日  |                |      |
| N906i    | 2008年6月18日 |                |      |

#### 70xシリーズ(7シリーズ)

##### 700iシリーズ
movaの25xiシリーズに相当する普及ラインの端末。2005年2月2日にF700i、SH700i、N700i、P700iがドコモよりプレスリリースされた。90xiよりも端末値段を1万円前後下げて、より一層のFOMA普及を図る。全ての端末に、QVGA液晶、デコメールやFlash対応など、できるかぎり901iのプラットフォームを活用しているが、iアプリの性能は506i相当の230KB（ダウンロード30KB、スクラッチパッド200KB）に、メガピクセル級のカメラを搭載とあえて抑えている。800MHz帯デュアルバンド対応は901i同様、ソフトバンクとの係争により見送られている。
| 端末型番 | 発売日        | ブランド | 備考 |
| -------- | ------------- | -------- | ---- |
| F700i    | 2005年2月10日 |          |      |
| SH700i   | 2005年2月25日 |          |      |
| N700i    | 2005年3月11日 |          |      |
| P700i    | 2005年3月11日 |          |      |

##### 700iSシリーズ
2005年7月12日にF700iS、SH700iSがドコモよりプレスリリースされた。700iシリーズのセカンドモデル。800MHz帯とのデュアルバンド「FOMAプラスエリア」に対応する以外は700iシリーズとの機能の違いはない。8月3日にSA700iSがプレスリリースされた。
| 端末型番 | 発売日        | ブランド | 備考 |
| -------- | ------------- | -------- | ---- |
| F700iS   | 2005年7月21日 |          |      |
| SH700iS  | 2005年7月28日 |          |      |
| SA700iS  | 2005年10月1日 |          |      |

##### 701iシリーズ
2005年8月3日にD701i、N701i、P701iDがドコモよりプレスリリース。700iの後継モデル。このシリーズからニュースなどを自動配信する「iチャネル」に対応する。音声通話中にテレビ電話への切り替えが可能。また、901iSシリーズ同様に800MHz帯のデュアルバンド対応「FOMAプラスエリア」対応。それ以外の機能はほぼ700iSと同じ。

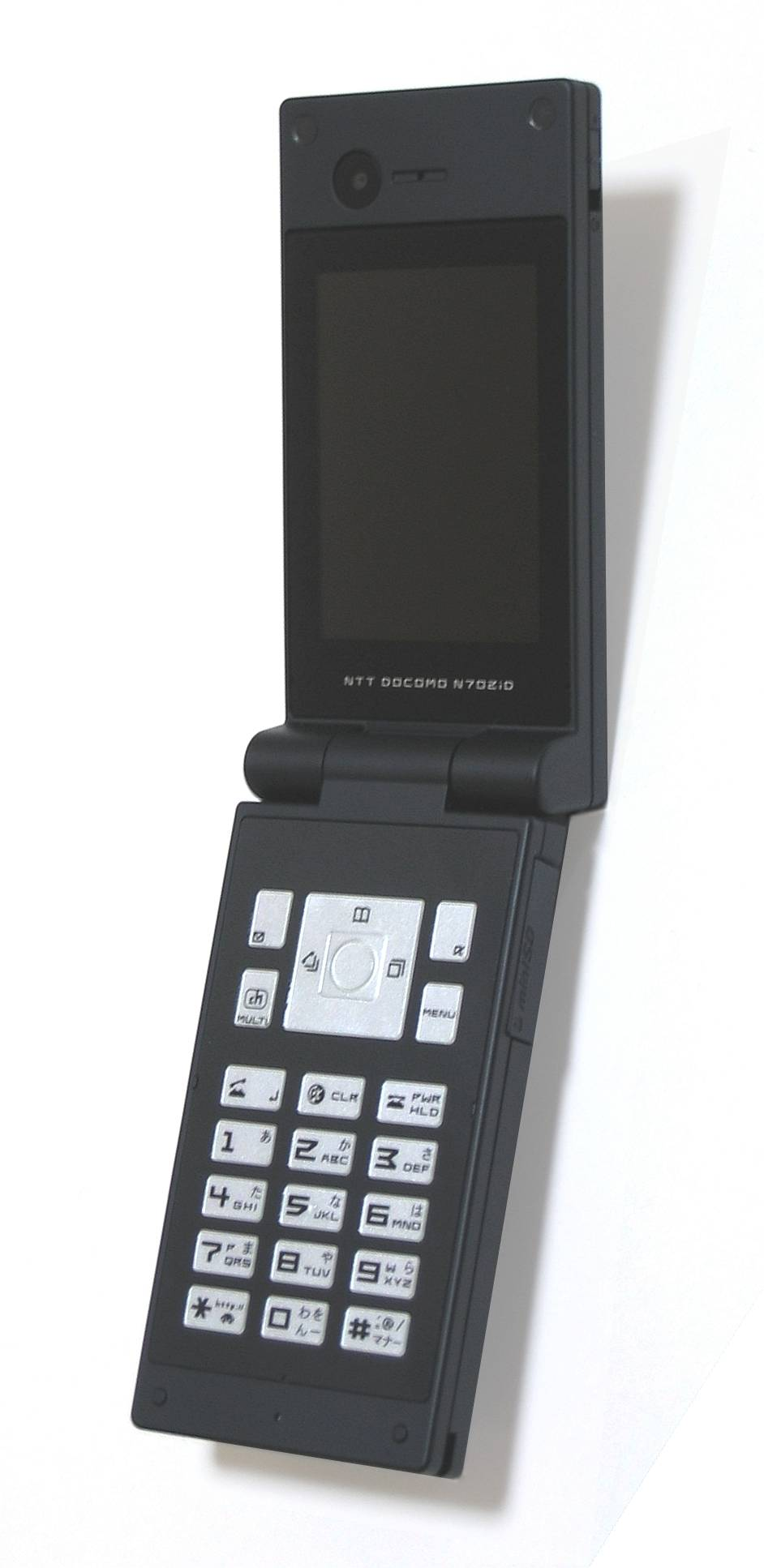
デザインケータイN702iD

| 端末型番 | 発売日        | ブランド | 備考 |
| -------- | ------------- | -------- | ---- |
| D701i    | 2005年9月9日  |          |      |
| N701i    | 2005年9月9日  |          |      |
| P701iD   | 2005年10月1日 |          |      |

##### 702iシリーズ
2006年1月17日にF702iD、SH702iD、N702iD、P702i、D702iがドコモよりプレスリリース。701iの後継モデル。70xシリーズより廉価なモデルが出ることになったことより、個性派モデルになっている。機種によっては90xの機能を取り込んだモデルもある。2005年11月・12月にJATEを通過した。5月11日にSA702i、SO702iがドコモよりプレスリリースされた。
| 端末型番 | 発売日        | ブランド | 備考 |
| -------- | ------------- | -------- | ---- |
| F702iD   | 2006年2月24日 |          |      |
| N702iD   | 2006年2月24日 |          |      |
| SH702iD  | 2006年2月24日 |          |      |
| P702i    | 2006年2月24日 |          |      |
| D702i    | 2006年3月17日 |          |      |
| SO702i   | 2006年5月26日 |          |      |
| D702iBCL | 2006年6月26日 |          | ×    |
| SA702i   | 2006年7月11日 |          |      |

##### 702iSシリーズ
2006年7月4日にD702iF、P702iD、N702iS、SH702iS、M702iS、M702iGがドコモよりプレスリリース。702iの後継モデルで、引き続き個性派モデル路線を引きついでいる。機種によって70xベースと90xベースに分かれる。1.7GHz帯には対応しない。2005年11月・12月にJATEを通過した。
| 端末型番 | 発売日         | ブランド | 備考 |
| -------- | -------------- | -------- | ---- |
| SH702iS  | 2006年7月21日  |          |      |
| N702iS   | 2006年8月25日  |          |      |
| P702iD   | 2006年8月31日  |          |      |
| D702iF   | 2006年9月9日   |          |      |
| M702iS   | 2006年12月14日 | MOTORAZR |      |
| M702iG   | 2006年12月22日 |          |      |

##### 703iシリーズ
2007年1月16日にD703i、F703i、N703iD、P703i、SH703i、SO703iがドコモよりプレスリリース。702iSの後継モデルで、引き続き個性派モデル路線を引きついている。iアプリは、最低でも500kアプリに対応。D703i、F703i、P703i、SH703i、SO703iではメガアプリに対応している。全機種着うたフルに対応している。GPSには非対応。ドコモ中国管内では「902iSを超えた703i」のキャッチコピーで販売されている。この703iシリーズより70xシリーズの高機能化が顕著になり、徐々に9xxiシリーズとの格差が縮まってきた。
| 端末型番 | 発売日        | ブランド | 備考 |
| -------- | ------------- | -------- | ---- |
| N703iD   | 2007年1月26日 |          |      |
| D703i    | 2007年2月2日  |          |      |
| F703i    | 2007年2月2日  |          |      |
| P703i    | 2007年2月2日  |          |      |
| SH703i   | 2007年2月9日  |          |      |
| SO703i   | 2007年2月23日 |          |      |

##### 704iシリーズ
2007年7月4日にD704i、F704i、P704i、SH704i、SO704i、L704iがドコモよりプレスリリース。703iの後継モデルで、引き続き個性派モデル路線を引きついでいる。D704i、SH704iではワンセグに対応している。L704iはハイスピードに対応している。2007年春以降発売の機種は原則GPS搭載としているのに704iシリーズでは搭載されておらず、これ以後の70xシリーズについても搭載しないという姿勢を貫いている。これについてドコモは薄型のためにやむをえなかったとしている。
| 端末型番 | 発売日         | ブランド  | 備考 |
| -------- | -------------- | --------- | ---- |
| SO704i   | 2007年7月13日  |           |      |
| F704i    | 2007年7月20日  |           |      |
| SH704i   | 2007年7月27日  |           |      |
| D704i    | 2007年8月23日  |           |      |
| P704i    | 2007年8月31日  |           |      |
| L704i    | 2007年10月19日 | chocolate |      |

##### 705iシリーズ
2007年11月1日に905iシリーズと同時にドコモよりプレスリリースされた。
ワンセグ搭載機種が4機種、L705i及びNM705i以外はおサイフケータイに対応している。デザイン家電ブランドamadanaとのコラボレーション端末N705iまた、ノキアが初めて7シリーズを開発した。D705i、D705iμは三菱電機最後の携帯電話となった。
| 端末型番 | 発売日        | ブランド        | 備考 |
| -------- | ------------- | --------------- | ---- |
| F705i    | 2008年1月22日 |                 |      |
| P705i    | 2008年1月25日 |                 |      |
| D705i    | 2008年1月30日 |                 |      |
| N705i    | 2008年2月1日  | amadanaケータイ |      |
| SH705i   | 2008年2月15日 |                 |      |
| L705i    | 2008年2月21日 |                 |      |
| SO705i   | 2008年2月22日 |                 |      |
| NM705i   | 2008年3月19日 |                 |      |

##### 706iシリーズ
2008年5月27日に906iシリーズと同時にドコモよりプレスリリースされた。今回は企画端末以外のP70xシリーズが発売されない。前述の通り型番変更が発表されたため、旧型番最後のシリーズとなった。
| 端末型番 | 発売日        | ブランド           | 備考 |
| -------- | ------------- | ------------------ | ---- |
| F706i    | 2008年6月20日 |                    |      |
| N706i    | 2008年7月1日  | Francfrancケータイ |      |
| SO706i   | 2008年7月4日  |                    |      |
| SH706i   | 2008年7月11日 |                    |      |
| NM706i   | 2008年8月8日  |                    |      |

#### 企画端末(90xシリーズ)
900i以降(904/702除く)、超薄型モデル(iμ)や高速通信対応モデル(iX)、ワンセグやカメラなど一部の機能に特化したモデル(iTV/iCS)、無線LAN搭載モデル(iL)など通常モデルとは違い機能やデザイン面で個性的なモデルである。ただし、これらのモデルは通常の90x/70xシリーズから標準機能（GPS、国際ローミング等）が省かれていることも多いが、近年のモデルでは多機能化してきている。
なお、706iシリーズから登場した706ieシリーズは実質的に60xシリーズの後継に当たるもので、「easy」&「enjoy」をコンセプトにしたものである。

##### 900i系企画端末
900i第2弾。基本性能は大きく変わらないが、新機能が多く盛り込まれている。2004年6月1日に、F900iT・P900iV・N900iSの3機種を発表。F900iTはタッチパネル・Bluetoothを搭載し、P900iVは強化されたムービー撮影・再生機能を搭載。N900iLは無線LAN搭載端末で、主に企業のVoIPを使った内線とのデュアル用に発売されている。PASSAGE DUPLEやビジネスmoperaIPセントレックスなどに対応している。N900iGはドコモの国際ローミングサービス（ワールドウィング）に対応した最初のモデルである。F900iCはFOMAとしてはおサイフケータイに対応した第1号の機種である（モバイルSuicaには非対応）。デコメール改善などの細かなバージョンアップにとどまるNEC製は単に900i"S"になっている。

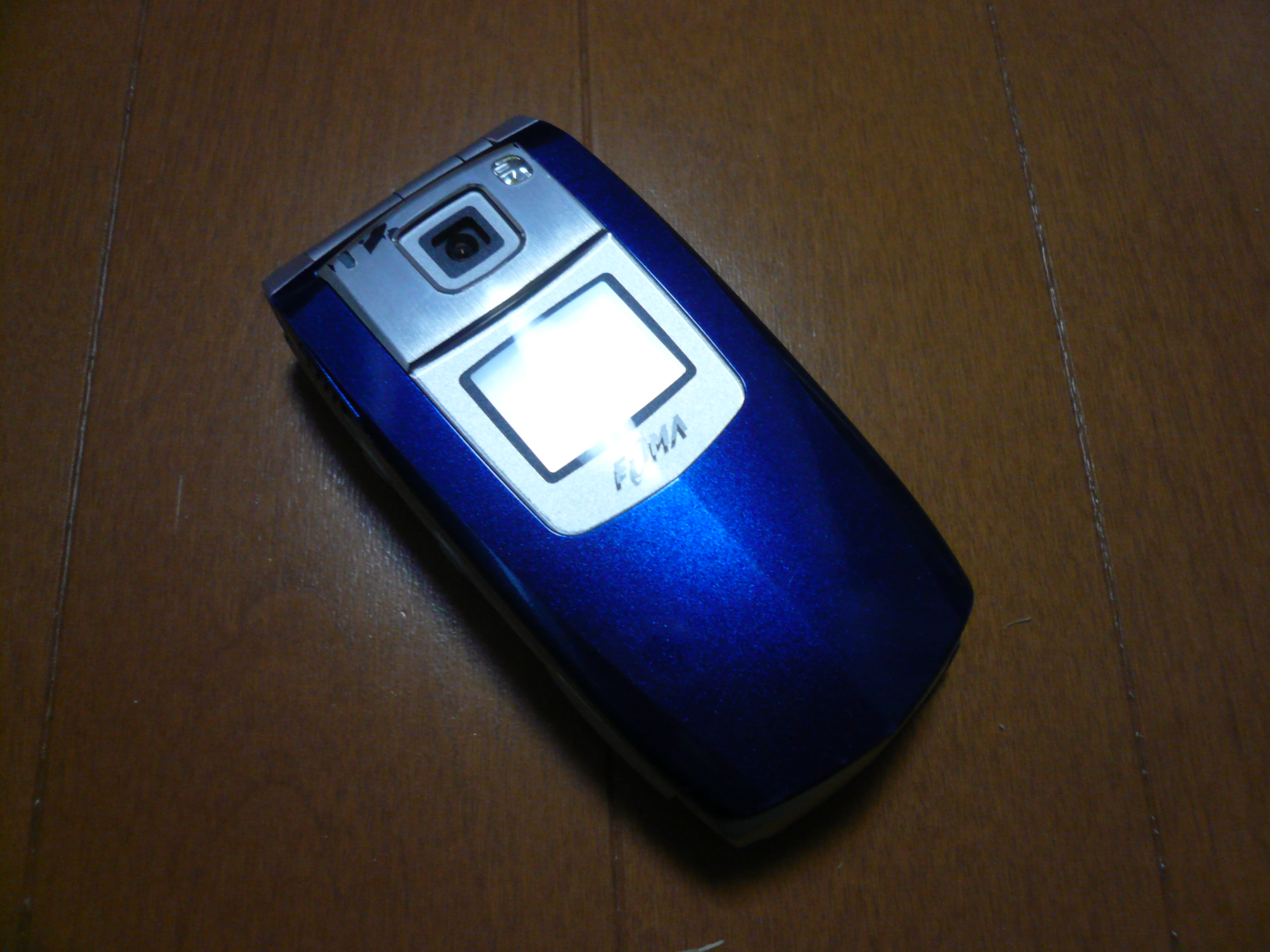
WORLD WING初代対応FOMAN900iG

| 端末型番 | 発売日         | ブランド         | 備考                          |
| -------- | -------------- | ---------------- | ----------------------------- |
| F900iT   | 2004年6月19日  |                  |                               |
| P900iV   | 2004年6月19日  | ムービーケータイ |                               |
| N900iS   | 2004年6月25日  |                  |                               |
| F900iC   | 2004年8月7日   |                  | おサイフケータイ対応1号モデル |
| N900iL   | 2004年11月16日 |                  | 無線LAN対応1号モデル、×       |
| N900iG   | 2004年12月25日 |                  | WORLD WING対応1号モデル       |

##### 901i系企画端末
901i系企画端末として、ワンセグ携帯のP901iTVが発売されている。

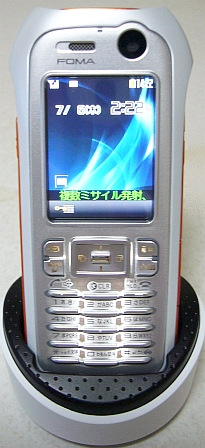
防水FOMASO902iWP

| 端末型番 | 発売日       | ブランド | 備考                  |
| -------- | ------------ | -------- | --------------------- |
| P901iTV  | 2006年3月3日 |          | ワンセグ対応1号モデル |

##### 902i系企画端末
2006年5月11日に企画端末として、902iSシリーズと同時にSO902iWP+、N902iX HIGH-SPEED、DOLCE SLがプレスリリースされた。新機能としてDCMXアプリのプリセット等がある。また、N902iX HIGH-SPEEDとSH902iSLでは着もじ、おまかせロック、外部メモリへのコンテンツ移行、デコメール署名に対応。SH902iSLでは電話帳預かりサービス、パケット通信中のテレビ電話対応に対応。N902iX HIGH-SPEEDでは着うたフル、ミュージックチャネルに対応。902iSシリーズとは違い1.7GHz帯、バイオ認証、3Gローミングには対応しない。また、2006年10月12日に903iシリーズと同時にN902iLがプレスリリースされた。N900iLの後継機であり、それまでサポートされていなかったIEEE 802.11gとFOMAプラスエリアが対応になった。
| 端末型番          | 発売日        | ブランド       | 備考                          |
| ----------------- | ------------- | -------------- | ----------------------------- |
| SO902iWP+         | 2006年6月30日 | FOMA STICK WP+ |                               |
| SH902iSL          | 2006年7月7日  | DOLCE SL       |                               |
| N902iX HIGH-SPEED | 2006年8月31日 |                | FOMAハイスピード対応1号モデル |
| N902iL            | 2007年2月13日 |                | ×                             |

##### 903i系企画端末
2006年10月12日に企画端末として、903iシリーズと同時にSH903iTV、D903iTV、P903iTV、P903iX HIGH-SPEED、F903iX HIGH-SPEEDがプレスリリースされた。P901iTVに次いでワンセグ対応端末が3機種、N902iX HIGH-SPEEDに次いでHSDPA対応端末が2機種が予定されている。ノーマルの903iと異なり、3Gローミング、GPSには非対応なので注意が必要。また、2007年1月16日にSO903iTVが703iシリーズと同時に発表された。2007年3月14日にビジネス向けのF903iBSCが発表された。

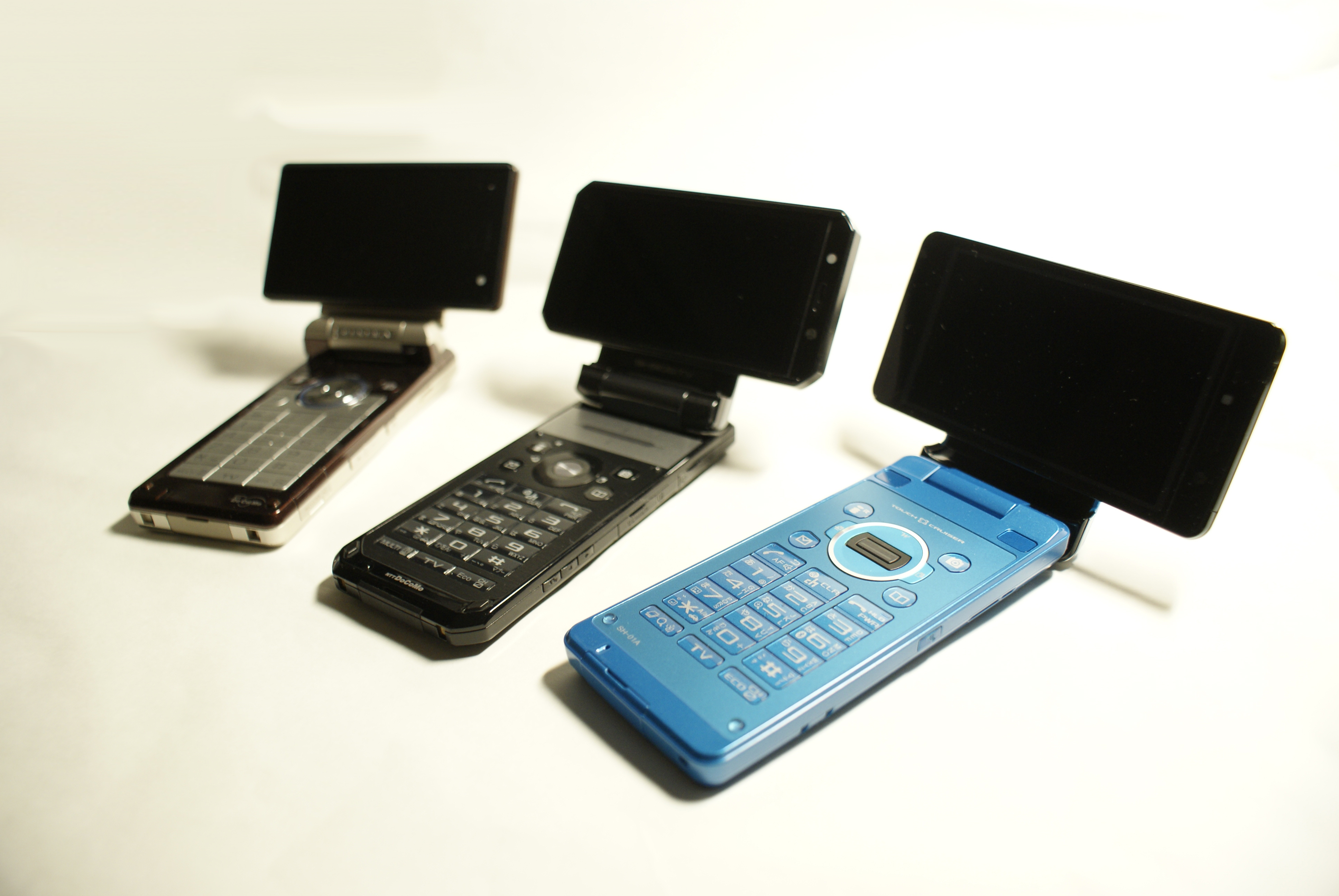
AQUOSケータイ奥から
SH903iTV/SH905iTV/SH-01A

| 端末型番          | 発売日        | ブランド       | 備考 |
| ----------------- | ------------- | -------------- | ---- |
| D903iTV           | 2007年2月16日 |                |      |
| F903iX HIGH-SPEED | 2007年2月20日 |                |      |
| P903iTV           | 2007年2月23日 |                |      |
| SH903iTV          | 2007年2月28日 | AQUOSケータイ  |      |
| F903iBSC          | 2007年3月19日 |                | ×    |
| P903iX HIGH-SPEED | 2007年4月19日 |                |      |
| SO903iTV          | 2007年6月22日 | BRAVIAケータイ |      |

##### 905i系企画端末
2007年11月1日に905i、705iシリーズとともにドコモよりプレスリリースされた（N905iBizを除く）。
N905iμは9シリーズでは初めての薄型μ端末である。SH905iTVはドコモではSH903iTVに続く2代目のAQUOSケータイである。SO905iCSはサイバーショットケータイとし、ソニーのデジタルカメラブランド「サイバーショット」を冠している。
P905iTVはVIERAケータイとし、Panasonicの液晶、プラズマテレビのブランド「VIERA」を冠している。
N905iBizは2007年12月3日に発表された法人専用モデルで、N905iμベースでカメラ非搭載。F905iBizは2008年2月12日に発表された法人専用モデルで、F905iベース。
| 端末型番 | 発売日         | ブランド                 | 備考 |
| -------- | -------------- | ------------------------ | ---- |
| N905iμ   | 2007年11月30日 |                          |      |
| N905iBiz | 2007年12月18日 |                          | ×    |
| SH905iTV | 2008年1月24日  | AQUOSケータイ            |      |
| SO905iCS | 2008年2月15日  | サイバーショットケータイ |      |
| F905iBiz | 2008年2月20日  |                          | ×    |
| P905iTV  | 2008年2月29日  | VIERAケータイ            |      |

##### 906i系企画端末
2008年5月27日に906i、706iシリーズとともにドコモよりプレスリリースされた。
| 端末型番               | 発売日        | ブランド                             | 備考            |
| ---------------------- | ------------- | ------------------------------------ | --------------- |
| N906iμ                 | 2008年6月4日  |                                      |                 |
| N906iμ（Pink Diamond） | 2008年6月13日 | STNY by Samantha Thavasaコラボモデル |                 |
| N906iL                 | 2008年6月19日 | onefone                              | 無線LAN対応機種 |
| SH906iTV               | 2008年6月20日 | AQUOSケータイ                        |                 |

#### 企画端末(70xシリーズ)

##### 701i系企画端末
2005年8月3日にMusic Porter IIがドコモよりプレスリリース。2006年3月2日にN701iECOがドコモよりプレスリリースされた。
| 端末型番 | 発売日         | ブランド        | 備考 |
| -------- | -------------- | --------------- | ---- |
| D701iWM  | 2005年12月22日 | Music Porter II |      |
| N701iECO | 2006年3月10日  |                 |      |

##### 703i系企画端末
2007年1月16日に企画端末として、703iシリーズと同時にN703iμ、P703iμがプレスリリースされた。両モデル共に折りたたみ式第三世代携帯電話端末として世界最薄（2007年2月現在）となる厚さ11.4mmの端末である。1.7GHz帯には対応しない。
| 端末型番 | 発売日        | ブランド | 備考 |
| -------- | ------------- | -------- | ---- |
| P703iμ   | 2007年2月9日  |          |      |
| N703iμ   | 2007年2月20日 |          |      |

##### 704i系企画端末
2007年7月4日に企画端末として、704iシリーズと同時にN704iμ、P704iμがドコモよりプレスリリース。
| 端末型番 | 発売日        | ブランド | 備考 |
| -------- | ------------- | -------- | ---- |
| N704iμ   | 2007年7月20日 |          |      |
| P704iμ   | 2007年7月27日 |          |      |

##### 705i系企画端末
2007年11月1日に905iシリーズと同時にドコモよりプレスリリースされた。L705iXはワンセグを搭載。L705iX以外の全機種でおサイフケータイに対応している。折りたたみ携帯世界最薄9.8mmのN705iμ、P705iμや7.2MbpsHSDPAに対応したL705iXなどが登場した。また、2008年3月11日にはSH705iのマイナーチェンジモデルであるSH705iIIもドコモよりプレスリリースされた。
| 端末型番 | 発売日        | ブランド    | 備考 |
| -------- | ------------- | ----------- | ---- |
| D705iμ   | 2008年1月30日 |             |      |
| N705iμ   | 2008年2月15日 |             |      |
| P705iμ   | 2008年2月16日 |             |      |
| L705iX   | 2008年3月8日  | Shine Phone |      |
| P705iCL  | 2008年3月14日 | PROSOLID μ  |      |
| SH705iII | 2008年4月9日  |             |      |

##### 706i系企画端末
2008年5月27日に906iシリーズと同時にドコモよりプレスリリースされた。また8月26日にはN705iの新色モデルであるN706iIIもドコモよりプレスリリースされている。

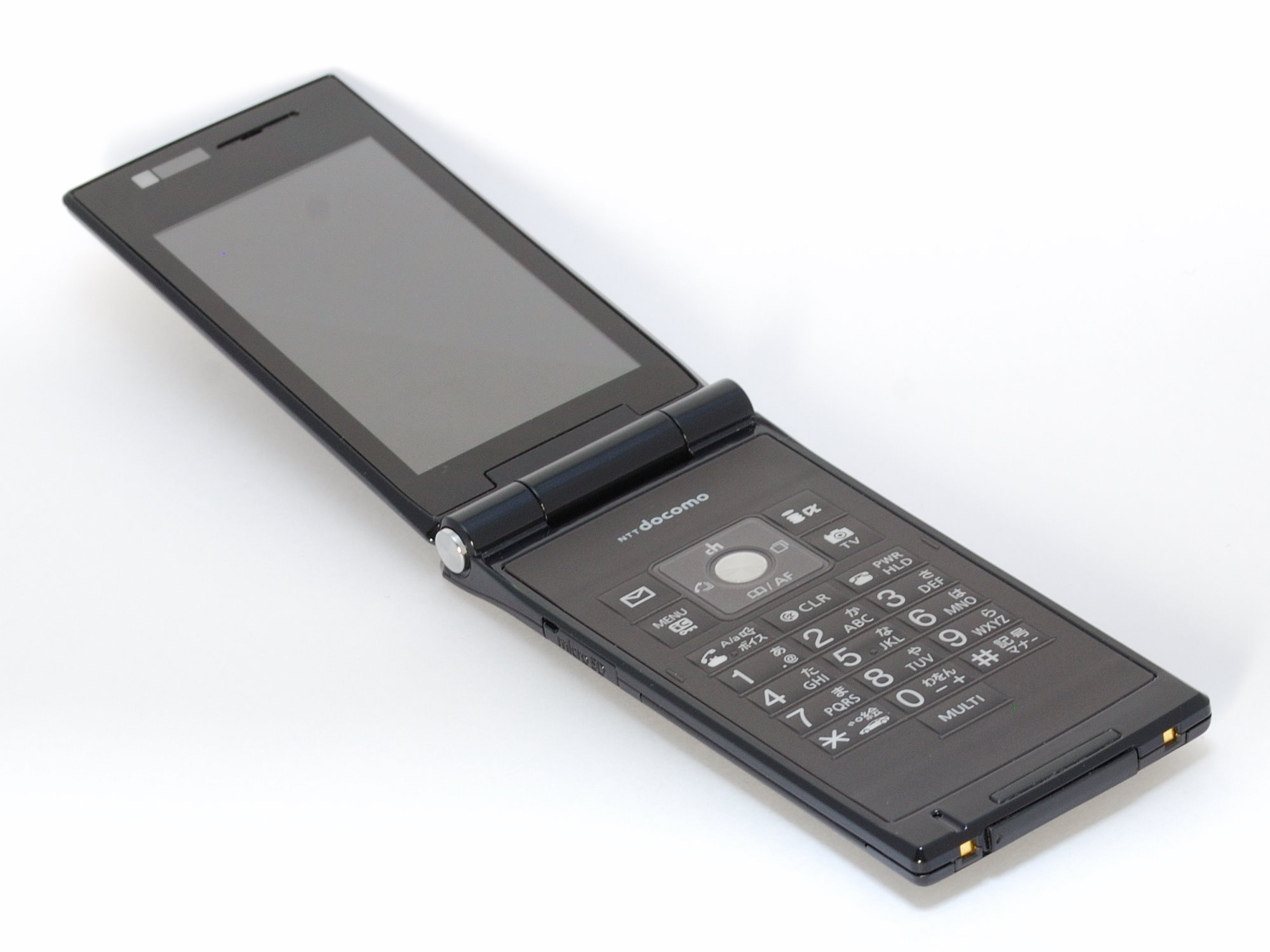
世界最薄折畳ケータイP706iμ

| 端末型番 | 発売日        | ブランド                | 備考 |
| -------- | ------------- | ----------------------- | ---- |
| P706iμ   | 2008年7月25日 |                         |      |
| L706ie   | 2008年8月1日  |                         |      |
| P706ie   | 2008年8月15日 |                         |      |
| N706ie   | 2008年8月15日 |                         |      |
| SH706ie  | 2008年8月19日 |                         |      |
| N706iII  | 2008年8月30日 | amadanaケータイ（新色） |      |
| SH706iw  | 2008年9月1日  | ウェルネスケータイ      |      |

#### 8xx番台
movaでいう600番台で、特殊モデルに割り当てている。なお、800番台はもともとはドッチーモ（PDCとPHSの複合機）に割り当てられていたもので、すでに使われている81x、82x、83xを避ける格好になる。

##### 80x系
原則「キッズケータイ」に付けられているが、下記のように例外もある。
| 端末型番 | 発売日         | ブランド       | 備考 |
| -------- | -------------- | -------------- | ---- |
| D800iDS  | 2007年2月9日   | 2画面ケータイ  |      |
| SA800i   | 2006年3月4日   | キッズケータイ |      |
| F801i    | 2007年12月20日 | キッズケータイ |      |

##### 85x系
9や7等のどのシリーズにも属さない企画端末に割り当てられている。

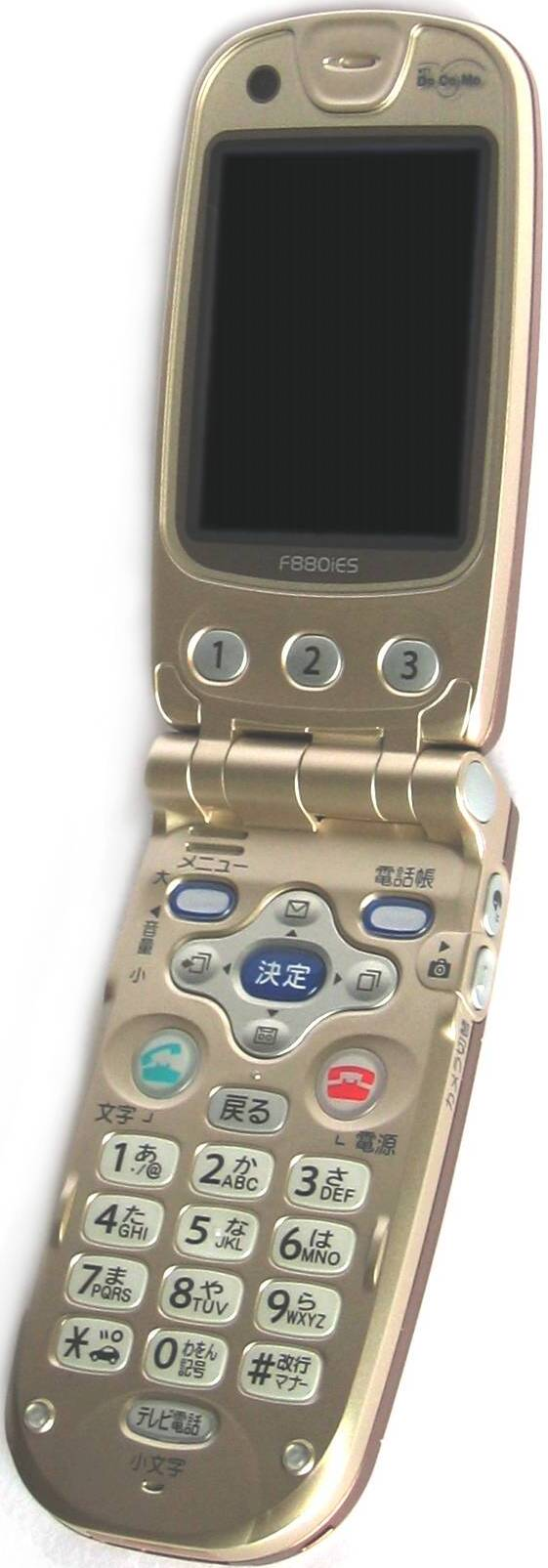
FOMAらくらくホン（F880iES）

| 端末型番 | 発売日         | ブランド          | 備考 |
| -------- | -------------- | ----------------- | ---- |
| NM850iG  | 2006年3月17日  |                   |      |
| SH851i   | 2005年8月5日   | DOLCE             |      |
| P851i    | 2005年11月26日 | prosolid II       |      |
| D851iWM  | 2006年4月8日   | MUSIC PORTER X    |      |
| L852i    | 2008年6月1日   | PRADA Phone by LG |      |

##### 88x系（らくらくホンシリーズ）
88x系は一貫して「らくらくホン」シリーズで展開されている。
| 端末型番 | 発売日         | ブランド                | 備考 |
| -------- | -------------- | ----------------------- | ---- |
| D880SS   | 2005年12月16日 | らくらくホンシンプル    |      |
| F880iES  | 2004年9月4日   | FOMAらくらくホン        |      |
| F881iES  | 2005年8月19日  | FOMAらくらくホンII      |      |
| F882iES  | 2006年9月1日   | FOMAらくらくホンIII     |      |
| F883i    | 2007年4月13日  | らくらくホンベーシック  |      |
| F883iS   | 2008年5月22日  | らくらくホンベーシックS |      |
| F883iES  | 2007年8月17日  | らくらくホンIV          |      |
| F883iESS | 2008年4月17日  | らくらくホンIVS         |      |
| F884i    | 2008年4月14日  | らくらくホンプレミアム  |      |
| F884iES  | 2008年8月1日   | らくらくホンV           |      |

#### SIMPURE
詳しくはSIMPURE参照の事。
| 端末型番 | 発売日         | ブランド   | 備考 |
| -------- | -------------- | ---------- | ---- |
| L600i    | 2006年4月14日  | SIMPURE L  |      |
| N600i    | 2006年4月25日  | SIMPURE N  |      |
| L601i    | 2006年11月17日 | SIMPURE L1 |      |
| N601i    | 2006年12月8日  | SIMPURE N1 |      |
| L602i    | 2007年6月29日  | SIMPURE L2 |      |

#### ビジネスコンシューマー向け
以下の端末はiモードには対応せず、パケ・ホーダイが利用できないが、Biz・ホーダイの対象にはなる。

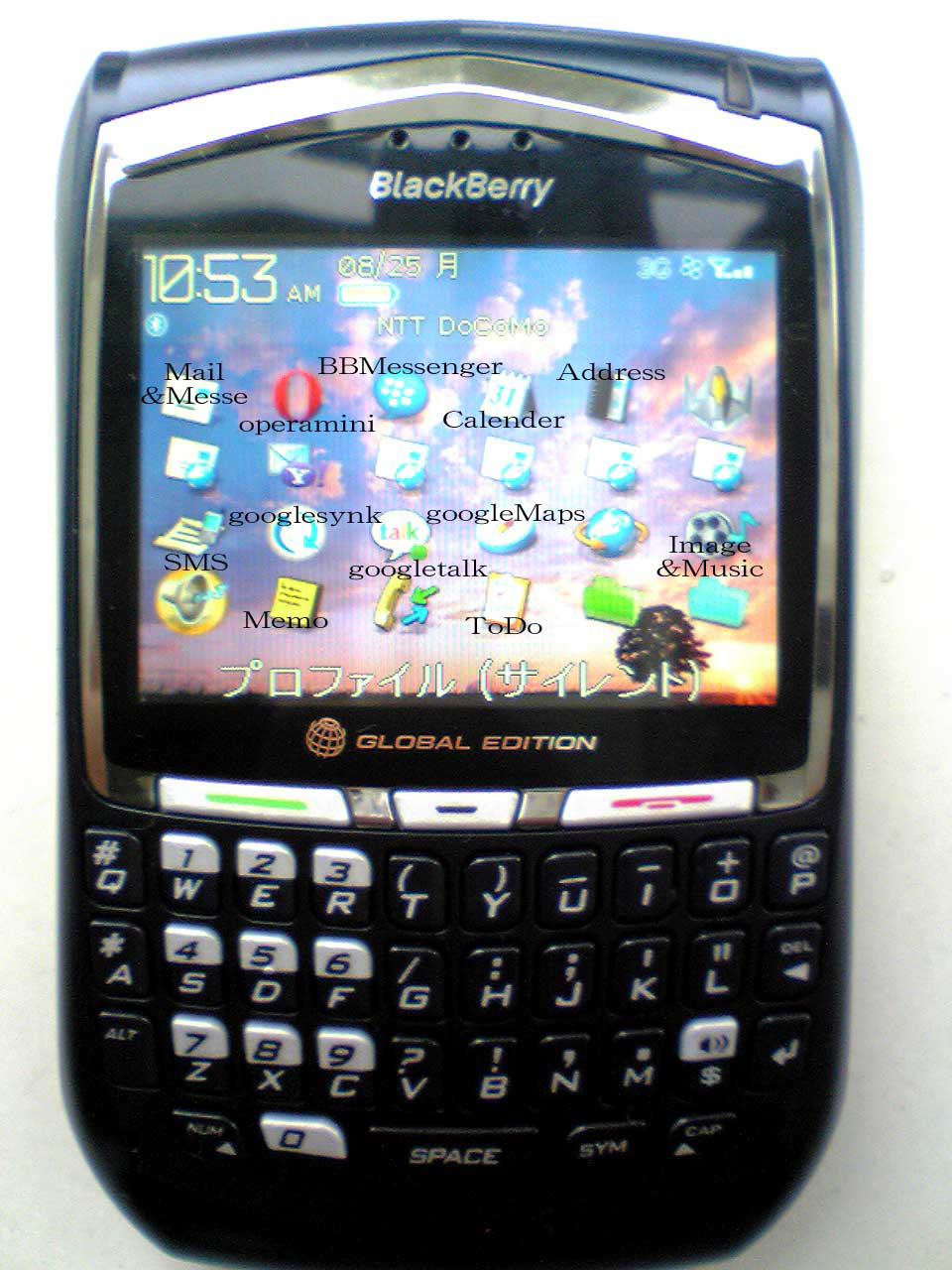
日本のBlackBerry第1号8707h

| 端末型番         | 発売日        | ブランド        | 備考 |
| ---------------- | ------------- | --------------- | --- |
| M1000            | 2005年7月1日  | ビジネスFOMA    | Symbian OSのスマートフォン |
| hTc Z            | 2006年7月     |                 | WindowsケータイFOMA第1号 |
| BlackBerry 8707h | 2006年9月     |                 | QWERTY配列キーボードを搭載したスマートフォン。 日本語表示、日本語入力対応。 W-CDMAに加えGSM/GPRS通信に対応し、国際ローミングが可能。 2008年8月1日より一般ユーザー向け販売を開始。 |
| F1100            | 2008年3月17日 | Windowsケータイ | FOMA無線LAN対応 |
| HT1100           | 2008年6月12日 | Windowsケータイ | |

### 新型番モデル（2008年11月-）
ドコモは2008年11月5日、従来の番号によりシリーズを区別していた形を改め、明確なコンセプトによるシリーズ分けとすることを発表し、同時に、それぞれのシリーズに属する端末も発表された。
番号の形式は単純にリリース順で付けられるようになったため、購入にあたっては、どのシリーズに属しているかを確認する必要がある。この法則はかつての9シリーズ、7シリーズだけではなく、今後発売されるすべての端末に適用される。理由としては70Xシリーズのワンセグ・HSDPA・おサイフケータイ対応などにより相対的に高機能化が進み、機能での棲み分けが困難になってきたことが挙げられている。
上位機種では、iコンシェル、iウィジェット、iアプリオンラインに新たに対応し、FOMAハイスピードがダウンロード7.2Mbps・アップロード5.7Mbpsに高速化し、Bluetoothの搭載数が大幅に増加した。
らくらくホンシリーズ、キッズケータイシリーズは第五のコンセプトとして独立して取り扱う方針。またデータ通信端末も新型番で発売される。
なお、ソニー・エリクソン・モバイルコミュニケーションズは、SO706i以降、ドコモへの端末供給を一時休止していたため、「SO-xxA」という型番が割り振られた端末は存在せず、2010年4月発売を予定するSO-01Bが新型番初の端末となった。
また、本シリーズよりメーカーによって異なっていた文字入力の仕様などがほとんどの機種で統一された。

#### 先々代・主要6シリーズ（- 2011年9月）

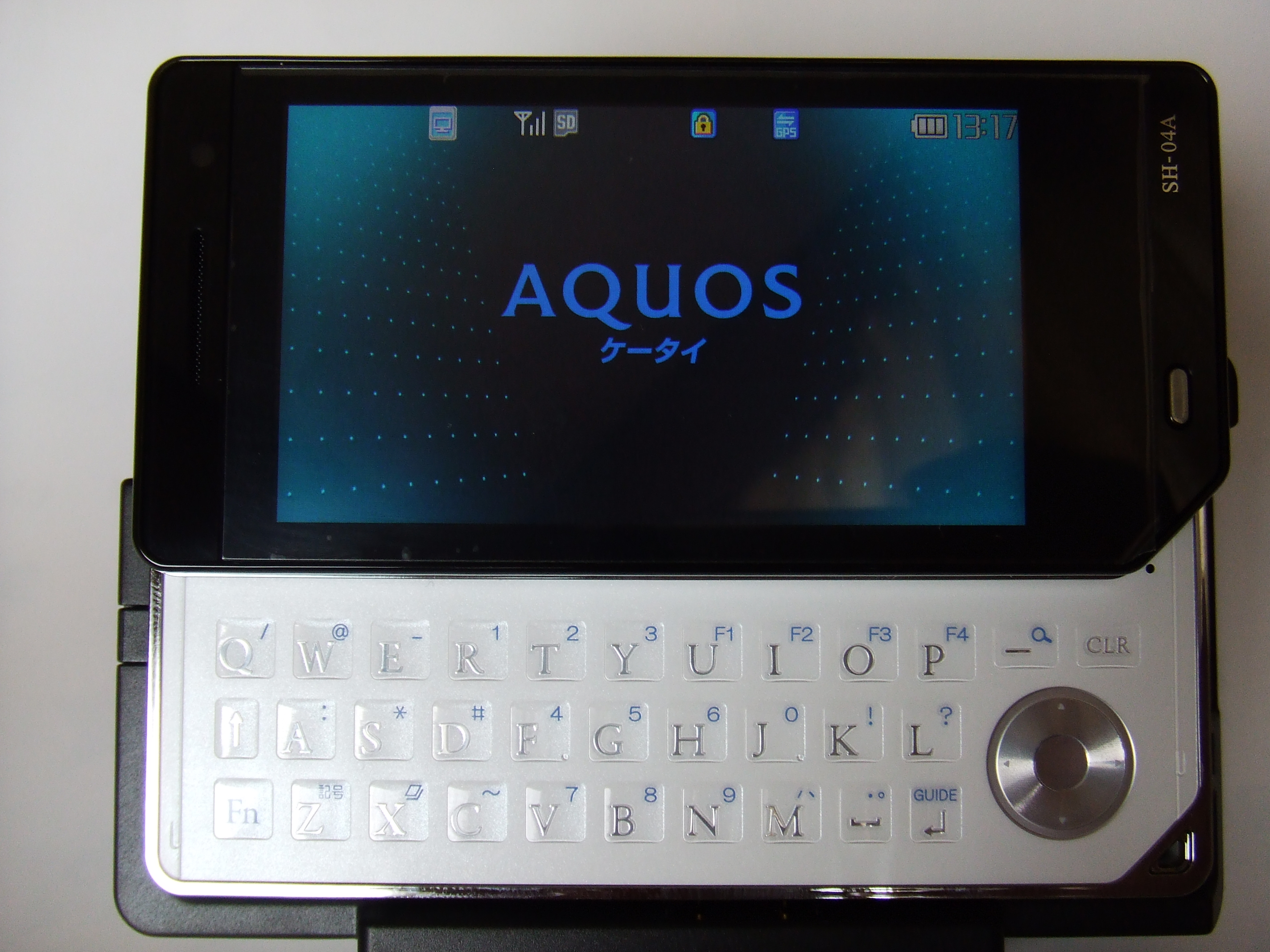
QWERTY配列ケータイ
docomo PRO series SH-04A

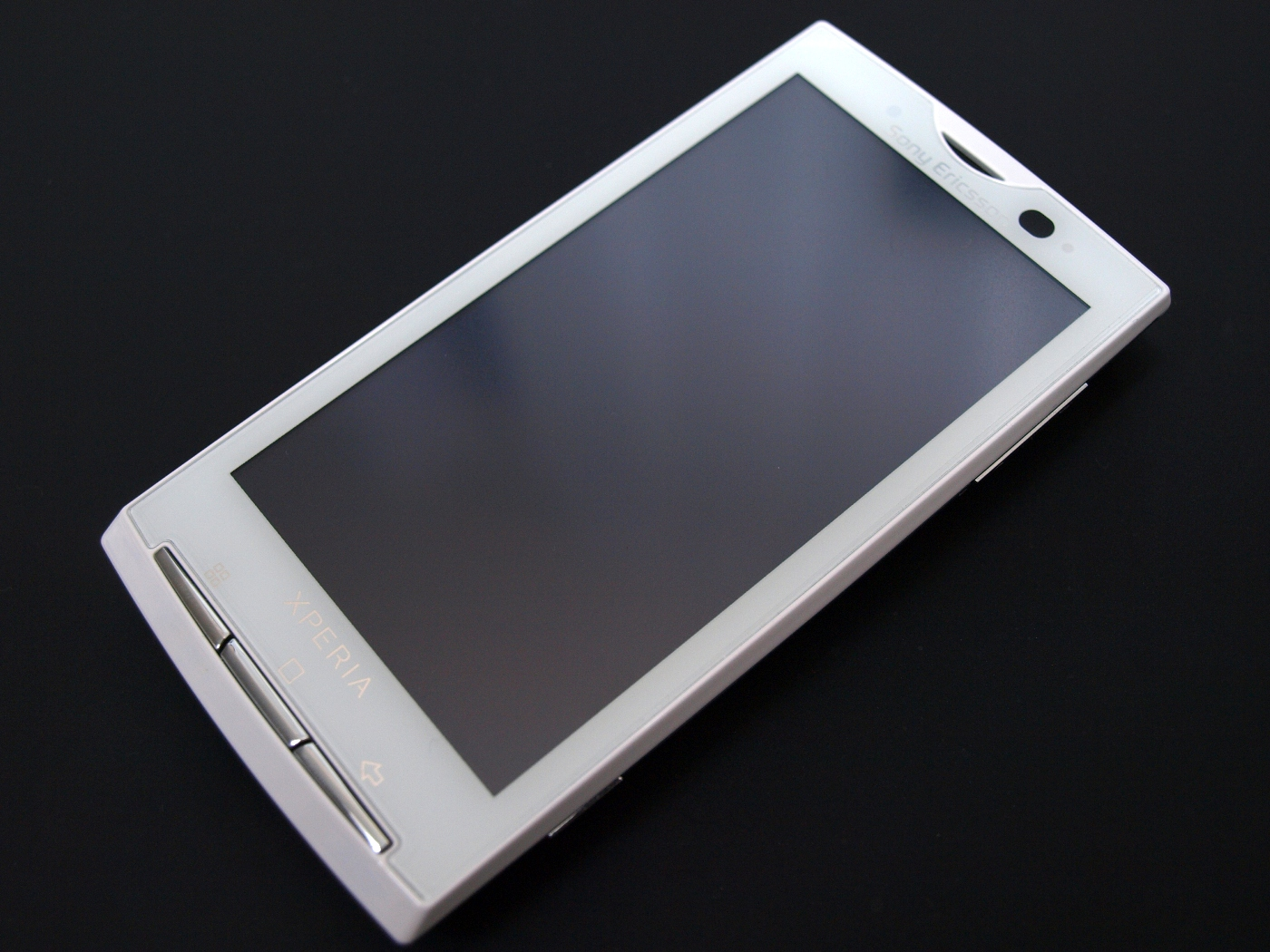
ドコモスマートフォン XPERIA

各シリーズに属する端末は下記のリンクを参照。「ドコモ スマートフォン」は「PRO」シリーズからスマートフォンのみ分割され、2010年1月に新設された。なお、「SMART」・「PRO」シリーズを色違い表現としたのは単にリンクを見易くするためのもので、リンク以外の部分の背景色が正式な色である。
| シリーズ名・シンボルカラー                   | 重視点         | ターゲット               |
| -------------------------------------------- | -------------- | ------------------------ |
| docomo STYLE series ドコモ スタイル シリーズ | デザイン       | 一般ユーザー             |
| docomo PRIME series ドコモ プライム シリーズ | 高機能         | 一般ユーザー             |
| docomo SMART series ドコモ スマート シリーズ | スリムさ       | ビジネスユーザー         |
| docomo PRO series ドコモ プロ シリーズ       | 先進機能       | ビジネス・デジタル専門家 |
| ドコモ スマートフォン                        | スマートフォン | ビジネス・デジタル専門家 |
| docomo らくらくホン シリーズ                 | 使いやすさ     | 初心者・高齢者           |

#### 先代・主要5シリーズ（2011年10月 - 2013年5月）
2011年10月よりスマートフォンを主軸にしたシリーズ分けに改められ、これまでの「ドコモ スマートフォン」は新たに「with」・「NEXT」シリーズに分割され、従来のiモード対応携帯電話はらくらくホンを除き全て「STYLE」シリーズに集約された。なお「ドコモ タブレット」は先行して2011年9月より展開している。またFOMAだけではなく、3.9GのXi（クロッシイ）対応の音声端末・タブレット端末もこの5シリーズのどれかに属することになる。
| シリーズ名・シンボルカラー                   | 機種           | ターゲット               |
| -------------------------------------------- | -------------- | ------------------------ |
| docomo with series ドコモ ウィズ シリーズ    | スマートフォン | 一般ユーザー             |
| docomo NEXT series ドコモ ネクスト シリーズ  | スマートフォン | ビジネス・デジタル専門家 |
| ドコモ タブレット                            | タブレット端末 | ビジネス・デジタル専門家 |
| docomo STYLE series ドコモ スタイル シリーズ | 携帯電話       | 一般ユーザー             |
| docomo らくらくホン シリーズ                 | 携帯電話       | 初心者・高齢者           |

#### 現・主要5シリーズ（2013年5月 -）
2013年5月より再度シリーズの再編が行われ、「with」・「NEXT」は再び「ドコモ スマートフォン」に集約され、「STYLE」は「ドコモ ケータイ」に名称が改められた。他にも「docomo らくらくホンシリーズ」は「ドコモ らくらくホン」に変更、キッズケータイ・ジュニアケータイと名称が混載していた低年齢層向けの端末は「ドコモ キッズ・ジュニア」とシリーズ名が付けられ、「ドコモ タブレット」と合わせてすべてのシリーズ名が「ドコモ○○」に統一された。

#### コンセプトモデル
| 端末型番    | 発売日        | ブランド                                    | 備考                                                                                |
| ----------- | ------------- | ------------------------------------------- | ----------------------------------------------------------------------------------- |
| SH-06A NERV | 2009年7月22日 | 『ヱヴァンゲリヲン新劇場版:破』コラボモデル | 台数限定                                                                            |
| SH-09C      | 2011年3月11日 | バカラコラボモデル                          | ドコモオンラインショップにて台数限定販売                                            |
| SH-08C      | 2011年3月28日 | TOUCH WOOD                                  | ドコモオンラインショップにて先行販売 4月より店頭販売も開始予定 （いずれも台数限定） |
| F-07C       | 2011年7月23日 | Windows 7ケータイ/FMV LOOX                  | Windows 7搭載モバイルPCとiモード対応携帯の デュアル端末                             |
| SH-06D NERV | 2012年6月29日 | 『ヱヴァンゲリヲン新劇場版:Q』コラボモデル  | 台数限定                                                                            |

#### Sony Tablet
| 端末型番      | 発売日         | ブランド | 備考 |
| ------------- | -------------- | -------- | ---- |
| Sony Tablet S | 2011年10月28日 |          |      |
| Sony Tablet P | 2011年10月28日 |          |      |

#### キッズケータイ
| 端末型番 | 発売日        | ブランド | 備考 |
| -------- | ------------- | -------- | ---- |
| F-05A    | 2009年2月1日  |          |      |
| HW-02C   | 2011年9月28日 |          |      |
| HW-01D   | 2011年9月5日  |          |      |

#### 法人向け端末
| 端末型番                 | 発売日        | ブランド | 備考                                                                                   |
| ------------------------ | ------------- | -------- | -------------------------------------------------------------------------------------- |
| F-06A                    | 2009年1月26日 |          | ×                                                                                      |
| H-21 Business SmartPhone | 2010年3月12日 |          | 業務用バーコードリーダーを搭載 OSはWindows Mobile 6.5 Professional。× メーカーブランド |
| F-05B                    | 2010年5月27日 |          | ハンディーターミナルを搭載 OSはWindows Mobile 6.5 Professional。×                      |
| F-10B                    | 2010年8月31日 |          | ×                                                                                      |

#### データ通信端末
| 端末型番 | 発売日         | ブランド       | 備考                                                                                           |
| -------- | -------------- | -------------- | ---------------------------------------------------------------------------------------------- |
| L-02A    | 2008年12月18日 |                | USB接続型端末                                                                                  |
| L-05A    | 2009年6月26日  |                | 最大送信速度5.7MbpsのHSUPAに対応するUSB接続型端末                                              |
| L-07A    | 2009年11月11日 |                | 最大送信速度5.7MbpsのHSUPAに対応するExpressCard型端末                                          |
| DWR-PG   | 2010年6月24日  | Portable Wi-Fi | バッファローのメーカーブランド製品、 最大送信速度5.7MbpsのHSUPAに対応するモバイルWi-Fiルーター |
| BF-01B   | 2010年9月25日  |                | 最大送信速度5.7MbpsのHSUPAに対応するモバイルWi-Fiルーター                                      |
| HW-01C   | 2010年11月30日 |                | 最大送信速度5.7MbpsのHSUPAに対応するモバイルWi-Fiルーター                                      |
| L-08C    | 2011年5月28日  |                | 最大送信速度5.7MbpsのHSUPAに対応するUSB接続型端末                                              |

#### ブックリーダー
| 端末型番 | 発売日        | ブランド | 備考 |
| -------- | ------------- | -------- | --- |
| SH-07C   | 2011年1月21日 |          | シャープの電子ブックリーダー+マルチメディアタブレットであるGALAPAGOSにFOMAハイスピードモジュールを搭載した機種、 HSUPA対応 |

#### お便りフォトパネル
| 端末型番                        | 発売日         | ブランド | 備考                                                  |
| ------------------------------- | -------------- | -------- | ----------------------------------------------------- |
| フォトパネル01                  | 2009年7月1日   |          | 台数限定                                              |
| フォトパネル02                  | 2009年12月22日 |          | 2010年1月15日より店頭販売も開始                       |
| フォトパネル03                  | 2010年12月23日 |          | HSDPA対応、 Francfrancコラボモデルは2011年4月28日発売 |
| フォトパネル04                  | 2012年3月6日   |          | HSDPA(14Mbps)対応                                     |
| フォトパネル05 Powered by REGZA | 2012年12月21日 |          | HSDPA(14Mbps)対応                                     |
| フォトパネル06 Powered by REGZA | 2013年12月13日 |          | HSDPA(14Mbps)対応                                     |

#### FOMAユビキタスモジュール
| 端末型番 | 発売日        | ブランド | 備考                            |
| -------- | ------------- | -------- | ------------------------------- |
| UM02-KO  | 2009年6月26日 |          | 専用アダプタセットも同時発売。× |
| UM02-F   | 2009年7月14日 |          | 専用アダプタセットも同時発売。× |
| UM01-HW  | 2010年9月30日 |          | 通話機能も搭載                  |